# Galilée (savant)
Pour les articles homonymes, voir Galileo Galilei (homonymie), Galileo, Galilei et Galilée.
Galilée (en italien : Galileo Galilei), né à Pise le 15 février 1564 et mort à Arcetri près de Florence le 8 janvier 1642, est un mathématicien, géomètre, physicien et astronome italien du XVIIe siècle.
Parmi ses réalisations techniques, il a perfectionné et exploité la lunette astronomique, perfectionnement de la découverte hollandaise d'une lunette d'approche, pour procéder à des observations rapides et précoces qui ont bouleversé les fondements de l'astronomie. Cet homme de sciences s'est ainsi posé en défenseur de l'approche modélisatrice copernicienne de l'Univers, proposant d'adopter l'héliocentrisme et les mouvements satellitaires. Ses observations et généralisations se sont alors heurtées aux critiques des philosophes partisans d'Aristote (proposant un géocentrisme stable, une classification des corps et des êtres, un ordre immuable des éléments et une évolution réglée des substances) et des scientifiques attachés au modèle de Ptolémée, ainsi qu'à une partie des théologiens de l'Église catholique romaine et des Églises protestantes. Galilée, qui ne disposait pas de preuves directes du mouvement terrestre, a parfois oublié la prudence qui lui était prônée par ses protecteurs religieux.
Dans son opus sur les comètes de 1623, il se fait le partisan de « l'écriture mathématique du livre de l'Univers ». Si Galilée n'a pas contribué à faire progresser l'algèbre, il a tout de même produit des travaux inédits et remarquables sur les suites, sur certaines courbes géométriques et sur la prise en compte des infiniment petits.
Par ses études et ses nombreuses expériences, parfois uniquement de pensée, sur l'équilibre et le mouvement des corps solides, notamment leur chute, leur translation rectiligne, leur inertie, ainsi que par la généralisation des mesures, en particulier du temps par l'isochronisme du pendule, et la résistance des matériaux, ce chercheur a posé les bases de la mécanique avec la cinématique et la dynamique. Il est considéré depuis 1680 comme le fondateur de la physique, qui s'est imposée comme la première des sciences exactes modernes.

## Les premières années
Galileo Galilei (Galilée), fils de Vincenzo Galilei et de Giulia Ammannati, est l'aîné de leurs sept enfants. La famille florentine appartient à la petite noblesse et gagne sa vie dans le commerce à Pise. Vincenzo Galilei, son père, est luthiste, musicien, chanteur, et auteur en 1581 d'un Dialogue de la musique moderne. Il participe à des controverses sur la théorie musicale.

### L'enfance

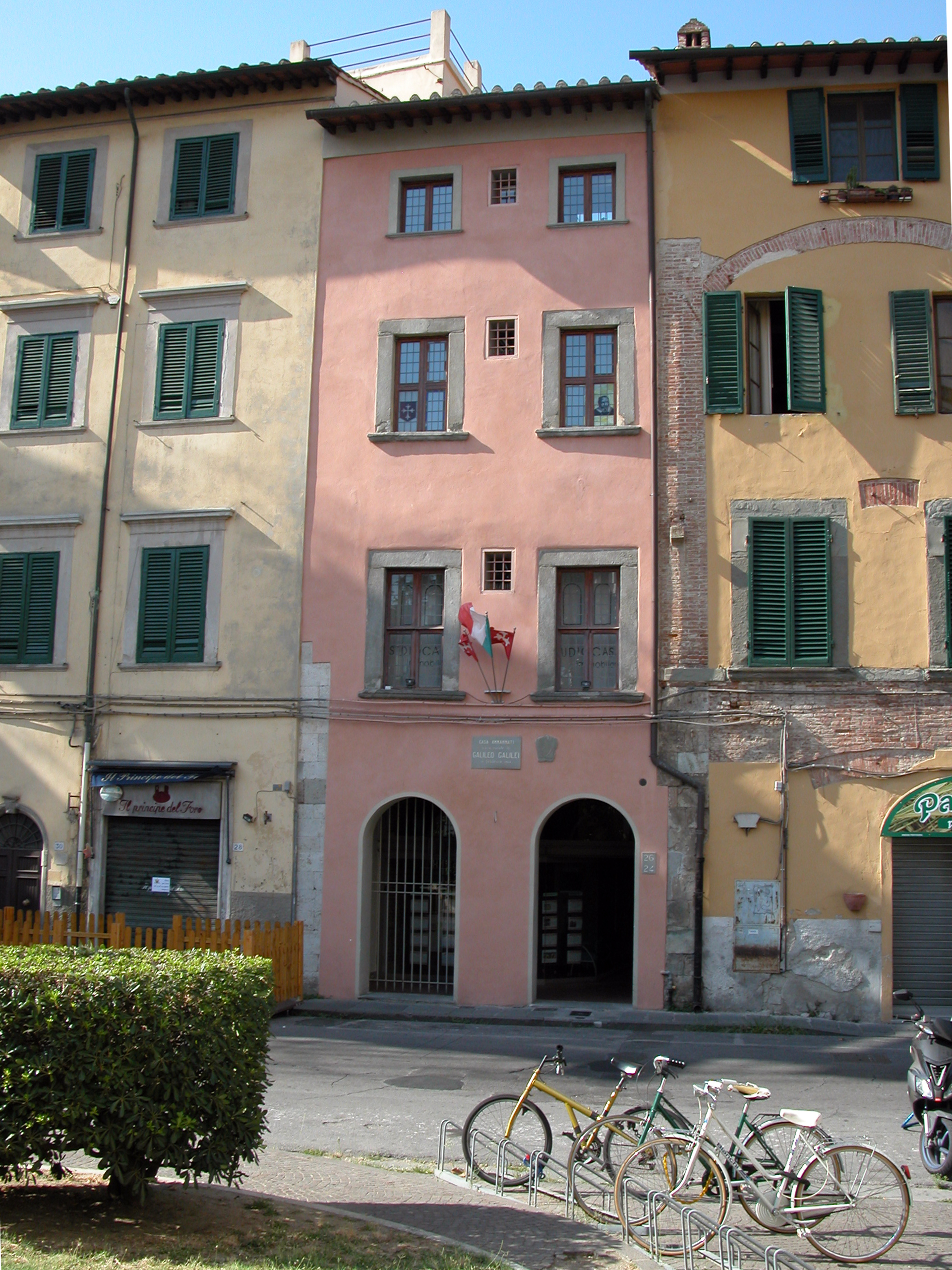
La maison natale (au milieu) de Galilée à Pise.

Galilée fait preuve très tôt d'une grande habileté manuelle. Enfant, il s'amuse à réaliser les maquettes de machines qu'il a aperçues.
Il est éduqué chez ses parents jusqu'à l'âge de 10 ans. Ceux-ci déménagent alors à Florence et le confient à un prêtre du voisinage, Jacopo Borghini, pendant deux ans. Par la suite, Galilée entre au couvent de Santa Maria de Vallombrosa et y reçoit une éducation religieuse. Poussé au noviciat par ses maîtres, il ne poursuit pas sa carrière ecclésiastique très longtemps : son père, réagissant à une maladie des yeux de son fils, le ramène à Florence en 1579.
Deux ans plus tard, Vincenzo Galilei l'inscrit à l'université de Pise où il suit des cours de médecine (sur les traces d'un de ses glorieux ancêtres, le magister (maître) Galilaeus de Galilaeis), (1370 - ~1450), mais sans y porter de l'intérêt. Il revient à Florence en 1585 sans avoir fini ses études ni obtenu son diplôme.

### La découverte de sa vocation

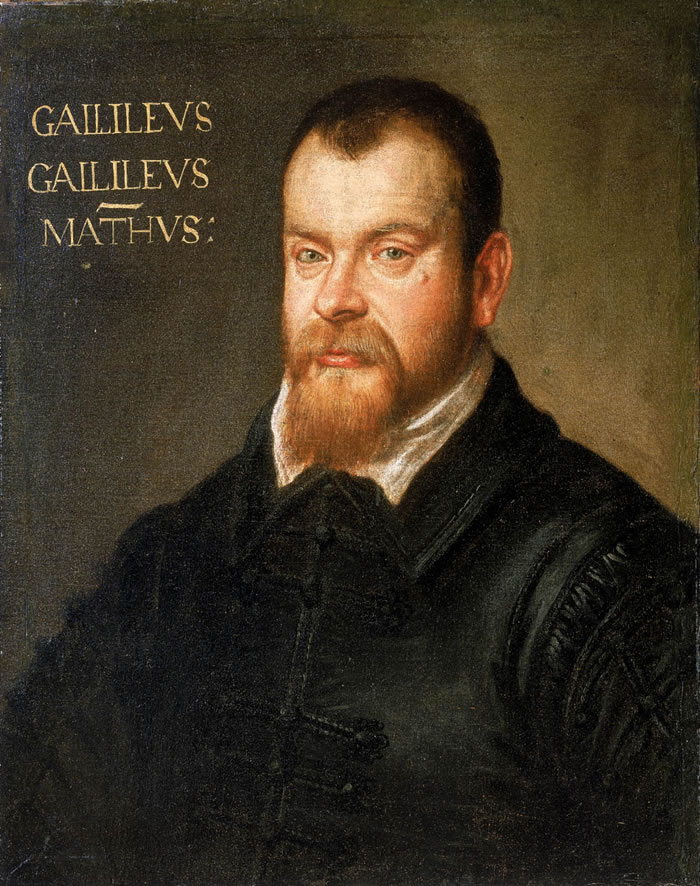
Galileo Galilei, Le Tintoret en 1605.

Dès 1583, Galilée est initié aux mathématiques par Ostilio Ricci, un ami de la famille, élève de Tartaglia. Bien que Ricci soit un savant peu renommé, il a l'habitude, rare à l'époque, de lier la théorie à la pratique par l'expérience. Il a également été influencé par Giovanni Battista Benedetti, autre élève de Tartaglia.
À l'âge de dix-neuf ans, il découvre, en chronométrant à l'aide de son pouls, la régularité des oscillations des lustres de la cathédrale de Pise. De retour chez lui, il compare les oscillations de deux pendules et travaille à la loi de l'isochronisme des pendules, dont le Néerlandais Christian Huygens découvre la vraie loi de l'isochronisme rigoureux (nécessitant l'invention d'un autre mouvement isochrone : le pendule cycloïdal alors que le pendule simple de Galilée n'est pas parfaitement isochrone) en décembre 1659, étape de la découverte d'une nouvelle science : la mécanique galiléenne.
Galilée observe la régularité du mouvement du pendule simple et le décrit en 1638. Il affirme que la période d'un pendule ne dépend pas de sa masse mais de sa longueur et il énonce la loi sur les périodes : les carrés des périodes d’oscillations sont proportionnels aux longueurs des pendules. 
 La formule (dans le cadre de l'approximation des petites oscillations) s'énonce de nos jours sous la forme suivante :
avec {\displaystyle T} la période des oscillations, {\displaystyle l} la longueur du pendule et {\displaystyle g} l'intensité de la pesanteur.
Galilée entame des études de médecine, mais n'ayant aucun goût pour la médecine et la philosophie aristotélicienne, il les abandonne. Grâce à Euclide, qui l'éblouit, Galilée réoriente ses études vers les mathématiques. Dès lors, il se réclame de Pythagore, de Platon et d'Archimède et contre le géocentrisme aristotélicien. Dans le courant humaniste, il rédige aussi un pamphlet féroce sur le professorat de son temps. Deux ans plus tard, il est de retour à Florence sans diplôme, mais avec de grandes connaissances et une grande curiosité scientifique.

### De Florence à Pise (1585-1592)

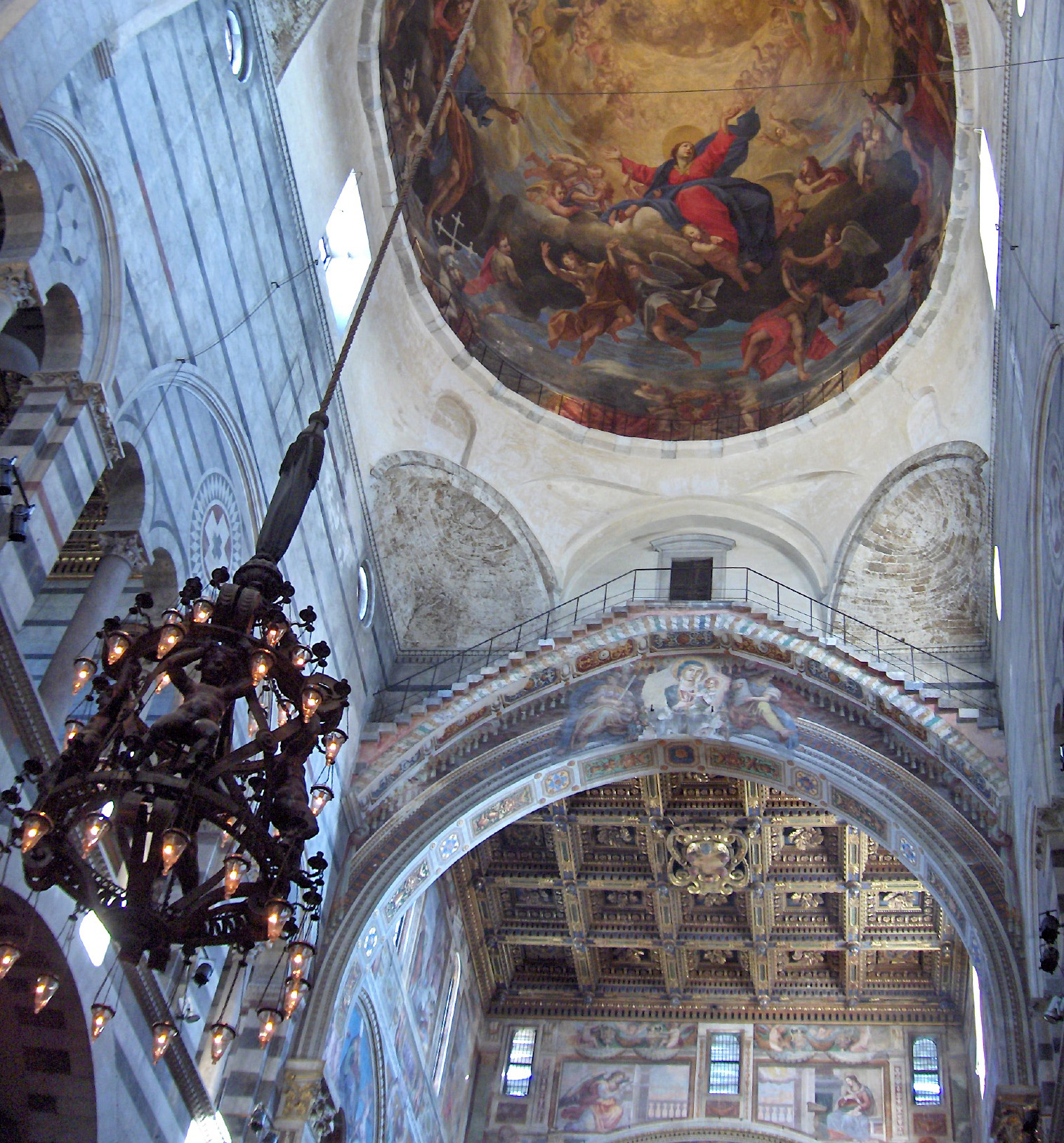
Le pendule pesant de Galilée à la cathédrale de Pise.

Galilée commence par démontrer plusieurs théorèmes sur le centre de gravité de certains solides dans son Theoremata circa centrum gravitatis solidum, et entreprend en 1586 de reconstituer la balance hydrostatique d'Archimède ou Bilancetta. En même temps, il poursuit ses études sur les oscillations du pendule pesant et invente le pulsomètre. Cet appareil permettait d'aider à la mesure du pouls et fournissait un étalon de temps, qui n'existait pas à l'époque. Il commence aussi ses études sur la chute des corps.
Depuis son retour de Pise, l'ancien étudiant fréquente à Florence les cercles d'amateurs de musique, chers à son père, excellent théoricien de la musique. Il y donne des conférences érudites sur l'art et la littérature[réf. nécessaire]. Le fils Galilée est ainsi remarqué par le cénacle du cardinal del Monte, qui, en politique péninsulaire, soutient le parti français. En 1588, il est invité par l'Accademia Fiorentina (Académie florentine) à présenter deux leçons sur la forme, le lieu et la dimension de l'Enfer de Dante.
Parallèlement à ses activités diversifiées, il cherche vainement un emploi de professeur de géométrie ou de mathématiques dans une université. La mort de son père tombé gravement malade en 1589 rend cette quête cruciale, car il doit désormais subvenir seul aux besoins de sa famille. Il cherche alors à rencontrer, entre autres grands personnages avec lesquels il correspond déjà, le père jésuite Christophorus Clavius, sommité des mathématiques au Collège pontifical. Il obtient aussi l'aide du mathématicien Guidobaldo Del Monte, avec lequel il entretient une relation épistolaire, échangeant des découvertes et théorèmes. Ce dernier recommande Galilée au grand-duc Ferdinand Ier de Toscane, qui le nomme à la chaire de mathématiques de l'université de Pise pour 60 écus d'or par an, une misère. Sa leçon inaugurale a lieu le 12 novembre 1589.
En 1590 et 1591, il découvre la cycloïde et s'en sert pour dessiner des arches de ponts.
Il expérimente également sur la chute des corps et rédige son premier ouvrage de mécanique, le De motu (Le mouvement). La réalité même de ces « expériences » est aujourd'hui largement mise en doute et serait une invention de son premier biographe, Vincenzo Viviani. Ce volume contient des idées nouvelles pour l'époque, mais il expose encore, bien évidemment pour s'adapter aux contraintes de l'enseignement officiel, les principes de l'école aristotélicienne et le système de Ptolémée. Galilée les enseigne d'ailleurs longtemps après avoir été convaincu de la justesse du système copernicien, faute de preuves tangibles.

### L'université de Padoue (1592-1610)
En 1592, Galilée part enseigner à l'université de Padoue, où il reste 18 ans. Le départ de Pise, après seulement trois ans, s'expliquerait par un différend l'opposant à un fils du grand-duc Ferdinand Ier de Toscane. Ce nouveau poste à Padoue lui a été proposé par l'entremise du cardinal Del Monte. Il jouit alors d'un revenu stable, bien que modeste, qu'il multiplie par trois avec des cours particuliers qu'il dispense et la location de chambres. Par ailleurs, il offre de grandes facilités de recherche.
Padoue, qui possède des artisans des métaux et du bois, experts en fonderie et en menuiserie, appartenait à la puissante république de Venise, ce qui garantissait à Galilée une grande liberté intellectuelle, l'Inquisition y étant très peu puissante. Même si Giordano Bruno avait été livré à l'Inquisition romaine par les patriciens de la République, Galilée pouvait effectuer ses recherches sans trop de soucis. Venise est alors très réputée pour son arsenal, et tout son savoir-faire artisanal et technique, ce qui offre à Galilée de grandes possibilités. Détail qui a son importance, la grande cité républicaine est également célèbre pour la qualité de son industrie verrière, protégée dans les îlots de Murano. Il logera modestement dans la ville, la « Sérénissime », avec sa compagne et ses enfants.
Galilée enseigne la mécanique appliquée, les mathématiques, l'astronomie et l'architecture militaire. Il installe une fructueuse coopération avec les ateliers de fondeurs et de menuisiers, ce qui lui permet de mettre au point avec ses étudiants des expériences sur le mouvement des solides. Il professait alors publiquement le système de Ptolémée, n'osant pas encore s'insurger contre les idées admises, bien qu'ayant déjà adopté personnellement le système de Copernic. Ses leçons de mécanique avaient un succès considérable, qui dépassait largement le cadre de la république de Venise, et le père Mersenne publiera en France en 1634 les Méchaniques de Galilée.
Depuis la mort de son père en 1591, Galilée doit subvenir aux besoins de la famille : il se porte notamment caution pour la dot — dix fois supérieure à son salaire — d'une de ses sœurs et devra jusqu'à la fin de sa vie aider financièrement son frère Michelagnolo Galilei ou supporter l'instabilité croissante de sa mère. Galilée est accaparé par ses tâches d'enseignement et de recherche : il donne de nombreux cours particuliers à de riches étudiants qu'il héberge chez lui. Mais il est piètre gestionnaire et seule la vente d'instruments scientifiques (thermomètre de Galilée, balance hydrostatique) et surtout l'aide financière de ses protecteurs et amis lui permettent d'équilibrer ses comptes.
En 1593, il rédige le Trattato di Forticazioni (« Traité des fortifications ») et le Trattato di Meccaniche (« Traité de mécanique ») à l'intention de ses étudiants de cours particuliers. Les travaux de Galilée permettent une meilleure efficacité de l'artillerie lourde (ils établissent qu'un canon doit être pointé à 45° pour avoir sa portée maximale) et ne font l'objet d'aucune contestation.
En 1597, il améliore et fabrique un compas de proportion, le compas géométrique et militaire, ancêtre de la règle à calcul, qui connaît un grand succès commercial. Il n'en rédige le mode d'emploi que neuf ans plus tard.
En 1599, Galilée participe à la fondation de l’Académie des Ricovrati (Académie des découvertes) avec l’abbé Federico Cornaro. La même année, il fait venir le mécanicien Marcantonio Mazzoleni dans l'atelier au rez-de-chaussée de son logis pour y fabriquer et vendre, d'après ses propres plans, des instruments scientifiques,. Galilée vend pour 1 000 lires d'instruments chaque année.
La même année, Galilée rencontre Marina Gamba, une jeune Vénitienne issue de famille modeste, avec laquelle il entretient une liaison jusqu'en 1610 (ils ne sont pas mariés et ne vivent pas sous le même toit). En 1600, naît Virginia, sa première fille, suivie par sa sœur Livia en 1601, puis un fils, Vincenzo, en 1606. Après la séparation (non conflictuelle) du couple, Galilée se charge des enfants. Il placera plus tard ses filles au couvent à Arcetri. Sa fille aînée, Virginie, deviendra sœur Marie Céleste, car fille d'un scientifique fasciné par les étoiles.
Selon Guillaume Libri, Galilée expérimente vers 1602-1603, un appareil destiné à observer les variations de température ou thermoscope et en montre les effets à Castelli. Mais la primauté de la découverte ne peut être attestée.

### L'année 1604
1604 est annus mirabilis, une année exceptionnelle pour Galilée, qui atteint ses 40 ans :
- en juillet, il teste sa pompe à eau dans un jardin de Padoue ;
- en octobre, il découvre la loi du mouvement uniformément accéléré, qu'il associe à une loi des vitesses erronée ;
- en décembre, il commence l'observation d'une nova connue depuis le 10 octobre au moins. Il consacre plusieurs leçons sur le sujet le mois suivant, et, en février 1605, il copublie Dialogo de Cecco di Ronchitti in Perpuosito de la Stella Nova avec Girolamo Spinelli. Bien que l'apparition d'une nouvelle étoile et sa disparition soudaine entre en totale contradiction avec la théorie établie de l'inaltérabilité des cieux, Galilée reste encore aristotélicien en public, mais il est déjà fermement copernicien en privé. Il attend la preuve irréfutable sur laquelle s'appuyer pour dénoncer l'aristotélisme.

Reprenant ses études sur le mouvement, Galilée montre que les projectiles suivent, dans le vide, des trajectoires paraboliques.

### De 1606 à 1609
En 1606, Galilée publie Le Operazioni del compasso geometrico et militare di Galileo-Galilei, nobil Fiorentino, publication précipité par des rumeurs selon lesquelles quelqu'un d'autre était sur le point de s'approprier son travail. Jusqu'en 1606, il fait usage de versions manuscrites du maunuel. Il souhaite alors faire valoir dans la presse son antériorité sur son instrument de calcul, à contre-cœur. La plupart des lecteurs de cet ouvrage font partie de l'entourage de Galilée. L'ouvrage n'est d'ailleurs vendu qu'au domicile du scientifique, imprimé en petit format.
En 1606, Galilée et deux de ses amis tombent malades le même jour d'une même maladie infectieuse. Seul Galilée survit, mais il restera perclus de rhumatismes pour le restant de ses jours[réf. nécessaire].
En 1607, Baldassarre Capra (en) conteste la paternité du compas de proportion alors attribuée à Galilée et tente de le déchoir de son statut d'universitaire,. Galilée réplique en attaquant Capra pour la copie et le vol de l'instrument et de son manuel d'utilisation, craignant pour sa réputation plus que pour la perte financière associée. Cette histoire ne dépassera pas les frontières locale de Padoue.
Dans les deux années qui suivent, le savant étudie les armatures d'aimants. On peut encore voir ses travaux au musée Galilée à Florence.

## La lunette

### Perfectionnement de la lunette

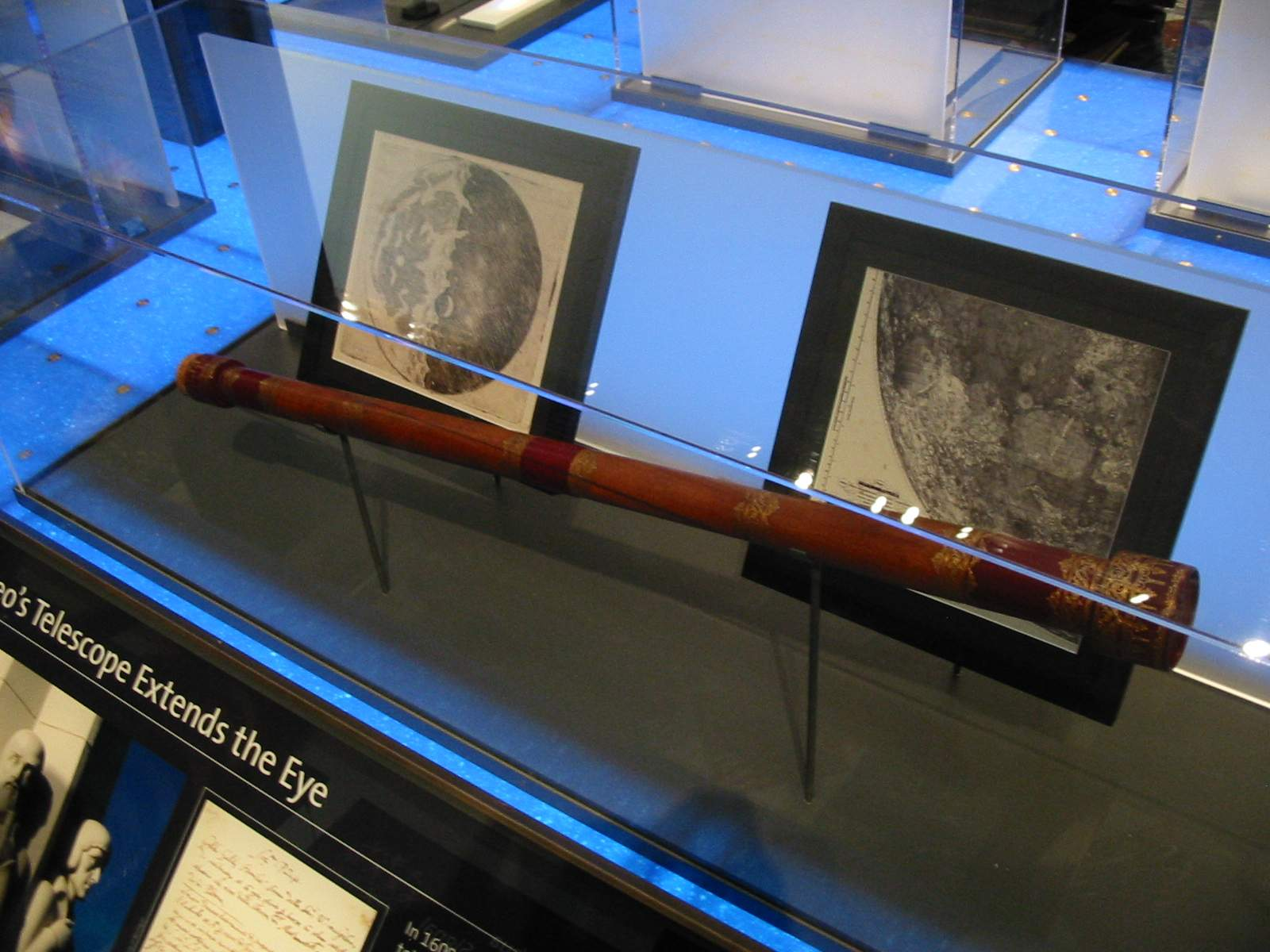
Réplique d'une lunette astronomique de Galilée au Griffith Observatory.

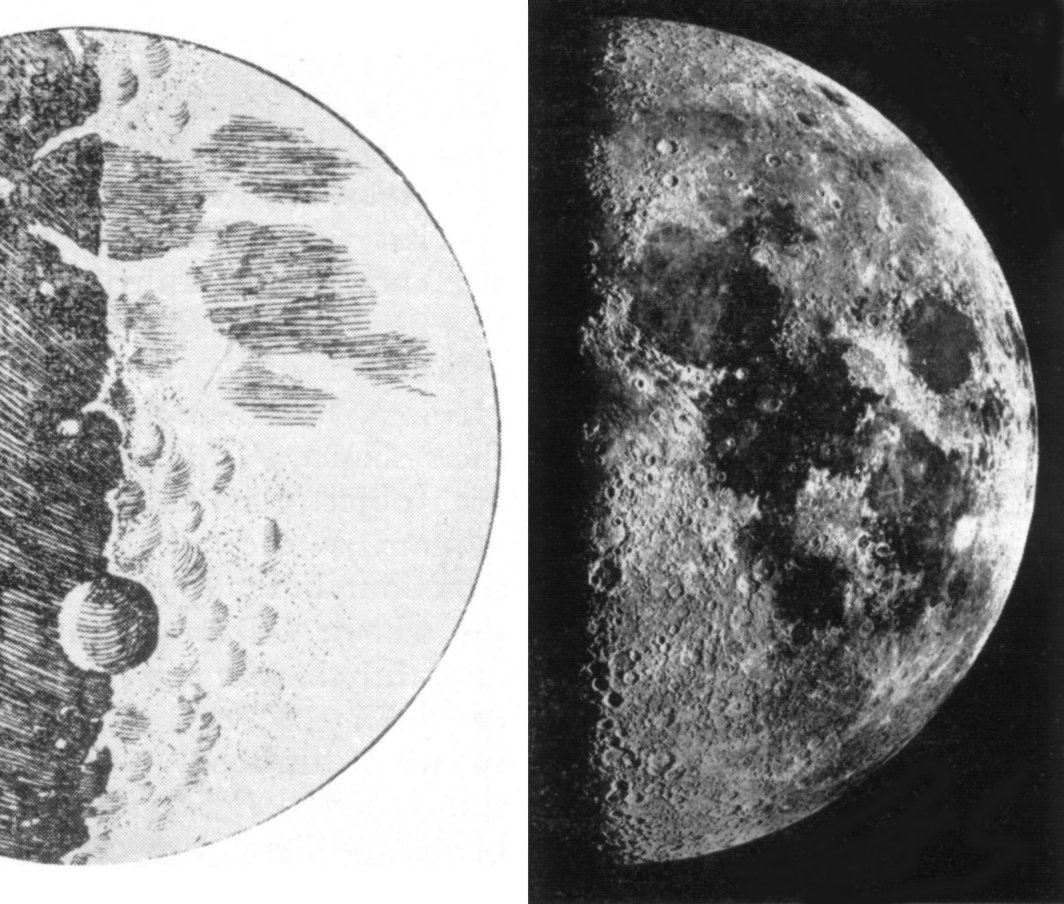
Dessin de la Lune par Galilée, publié dans Sidereus nuncius en 1610, à côté d'une photographie de la même vue.

En mai 1609, Galilée reçoit de Paris une lettre du Français Jacques Badovere (en), l'un de ses anciens étudiants, qui lui confirme une rumeur insistante : l'existence d'une longue-vue conçue par l'opticien hollandais Hans Lippershey en 1608, et permettant de voir les objets éloignés.
Fabriquée communément en Hollande et en France, la lunette est d'abord un jouet commun qui grossit les objets observés environ sept fois, non sans d'énormes aberrations latérales. Selon les indications françaises qui envisagent un usage de multiplicateur du sens de la vision, Galilée, qui ne donne plus de cours à Cosme II de Médicis, construit sa première lunette.
Galilée améliorera cette lunette simple en appliquant des principes élémentaires d'optique et la transformera en lunette astronomique, envisageant d'observer les étoiles invisibles à l'œil nu. Son instrument déforme toujours sensiblement les objets, mais les grossit surtout de manière linéaire jusqu'à trente fois. Galilée est aussi le seul à l'époque en Europe à réussir à obtenir une image droite grâce à l'utilisation d'une lentille divergente en oculaire.
Cette invention marque un tournant dans la vie de Galilée, car elle le transforme de physicien en astronome. Et il croit d'emblée, sans construire une théorie prudente de l'instrument d'optique fabriqué, qu'il observe bien la réalité. Il se précipite vers l'observation des corps célestes et extrapole déjà leurs mouvements.
Le 21 août 1609, il termine sa deuxième lunette assez proche de la longue-vue hollandaise et conçue pour l'observation maritime ou nocturne. Elle grossit huit ou neuf fois. Il la présente au Sénat de Venise. La démonstration a lieu au sommet du Campanile de la place Saint-Marc. Les spectateurs sont enthousiasmés : sous leurs yeux, Murano, située à 2,5 km, semble être à environ 300 m seulement.
Galilée offre son instrument et en lègue les droits à la république de Venise, très intéressée par les applications militaires de l'objet. En récompense, Galilée est confirmé à vie à son poste de Padoue et ses gages sont doublés. Il est enfin libéré de ses difficultés financières.
Il faut cependant signaler que Galilée ne maîtrisait pas la théorie optique et que les instruments fabriqués sont de qualité très variable. Certaines lunettes sont pratiquement inutilisables (en tout cas en observation astronomique). En avril 1610, à Bologne, par exemple, la démonstration de la lunette est désastreuse, ainsi que le rapporte Martin Horky dans une lettre à Kepler.
Galilée lui-même reconnaissait, en mars 1610, que, sur plus de 60 lunettes qu'il avait construites, quelques-unes seulement étaient adéquates. De nombreux témoignages, y compris celui de Kepler, confirment la médiocrité des premiers instruments.
Montées sur de simples tubes en bois ou de carton, les lentilles conçues par Galilée permirent pour la première fois à l'œil humain d'étudier de près la Lune, les taches solaires et les planètes et leurs satellites.
Deux des lunettes astronomiques construites par Galilée sont exposées au musée Galilée.

### L'observation de la Lune

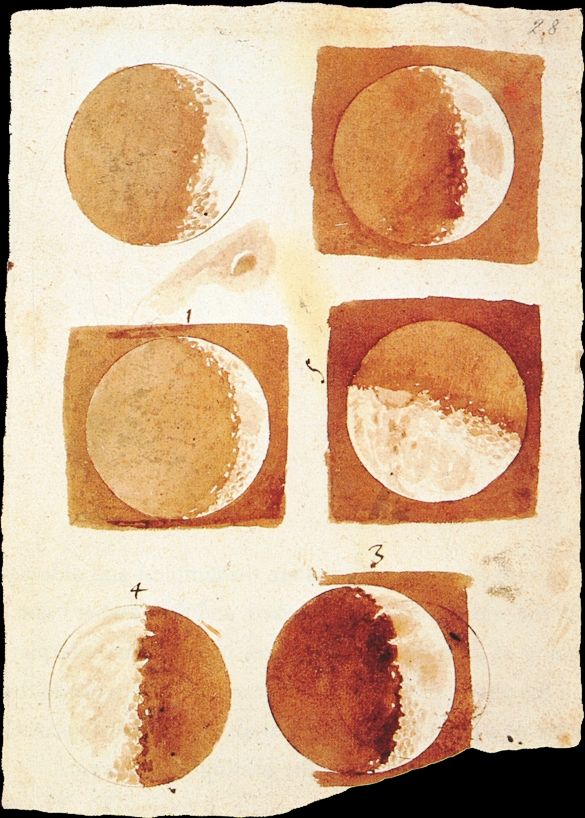
Phases de la Lune dessinées par Galilée en 1616.

Pendant l'automne, Galilée continue à développer sa lunette. En novembre, il fabrique un instrument qui grandit une vingtaine de fois. Il prend le temps de tourner sa lunette vers le ciel. Très vite, en observant les phases de la Lune, il découvre, quelques mois après Thomas Harriot, que cet astre n'est pas parfait comme le voulait la théorie aristotélicienne.
La physique aristotélicienne, qui faisait autorité à l'époque, distinguait deux mondes :
- le monde « sublunaire » : comprenant la Terre et tout ce qui se trouve entre la Terre et la Lune ; dans ce monde tout est imparfait et changeant ;
- le monde « supralunaire » : qui part de la Lune et s'étend au-delà. Dans cette zone, il n'existe plus que des formes géométriques parfaites (des sphères) et des mouvements réguliers immuables (circulaires).

Galilée, quant à lui, observa une zone transitoire entre l'ombre et la lumière, le terminateur, qui n'était en rien régulière, ce qui par conséquent invalidait la théorie aristotélicienne. Galilée en déduit l'existence de montagnes sur la Lune et estime même leur hauteur à 7 000 mètres, davantage que la plus haute montagne connue à l'époque. Il faut dire que les moyens techniques de l'époque ne permettaient pas de connaître l'altitude des montagnes terrestres sans fantaisie. Quand Galilée publie son Sidereus Nuncius (Messager Céleste), il pense que les montagnes lunaires sont plus élevées que celles de la Terre, bien qu'en réalité elles soient équivalentes. Malgré certaines erreurs, le Sidereus Nuncius offre l'un des premiers exemples du souci de l'exactitude et de la rigueur scientifiques modernes.

### La tête dans les étoiles

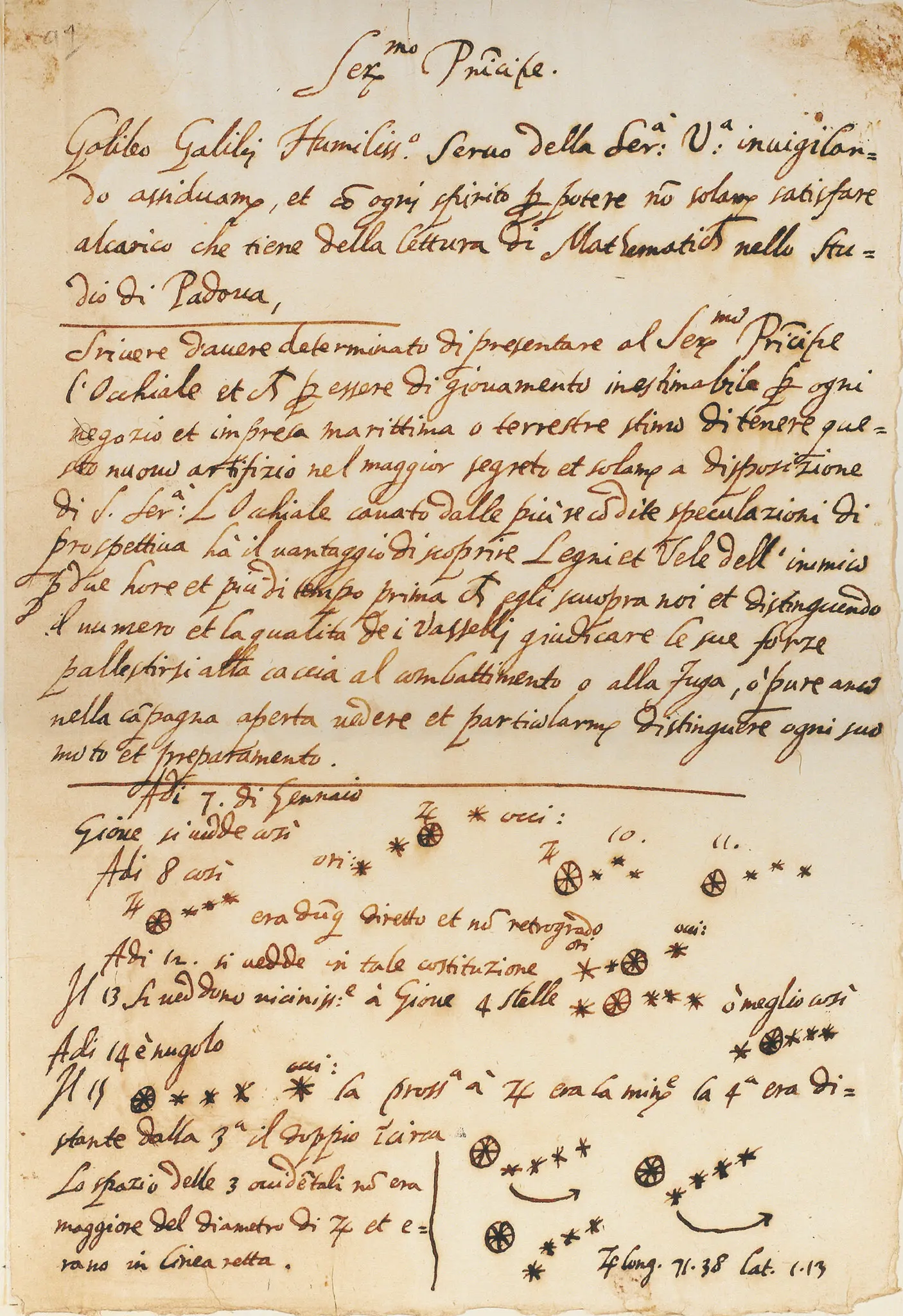
Notes manuscrites historiques de Galilée décrivant pour la première fois sa découverte des lunes de Jupiter en 1610.

En quelques semaines, il découvre la nature de la Voie lactée, dénombre les étoiles de la constellation d'Orion et constate que certaines étoiles visibles à l'œil nu sont en fait des amas d'étoiles. Il étudie également les taches solaires sur le Soleil, qu'il affirme être le premier à découvrir, bien que Christoph Scheiner et Johannes Fabricius l'aient devancé.
Le 7 janvier 1610, Galilée fait une découverte capitale : il remarque trois petites étoiles à côté de Jupiter. Après quelques nuits d'observation, il en découvre une quatrième et qu'elles accompagnent la planète ; ce sont donc les satellites visibles de Jupiter. Désireux de retourner avec tous les honneurs dans sa Toscane natale et à Florence, il les nomme Medicea Sidera en français : « étoiles ou astres médicéennes » (aujourd'hui appelés lunes galiléennes) en l'honneur de Cosme II de Médicis, son ancien élève et grand-duc de Toscane qui vient de lui octroyer une généreuse pension à vie et de lui proposer un poste officiel de géomètre du duché de Florence. Un temps il hésite entre Cosmica sidera et Medicea sidera (le jeu de mots « Cosmica = Cosme » est évidemment volontaire) et c'est seulement après la première impression de l'ouvrage Sidereus nuncius qu'il retient la deuxième dénomination. Quatre ans après, Simon Marius revendique également la découverte des satellites de Jupiter et les baptise : Callisto, Europe, Ganymède et Io. 
Pour Galilée, qui est alors le seul à expliquer leurs mouvements relatifs, Jupiter et ses satellites sont un modèle du Système solaire. Grâce à eux, il pense pouvoir démontrer que les « orbes de cristal » d’Aristote n'existent pas et que tous les corps célestes ne tournent pas autour de la Terre. C'est un coup très rude porté aux aristotéliciens. Il corrige aussi certains coperniciens qui prétendent que tous les corps célestes tournent autour du Soleil (sauf la Lune).
Le 12 mars 1610, Galilée publie à Venise les résultats de ses premières observations stellaires dans l'ouvrage Sidereus nuncius (Le Messager céleste), dont les 500 exemplaires seront épuisés en quelques jours. Le professeur d'université de Padoue, qui affiche son origine florentine, accède à la célébrité en quelques semaines. Les cours italiennes ne parlent que de ses observations astronomiques et veulent rencontrer le noble homme de science florentin.
Le 10 avril, Galilée fait observer ces astres à la cour de Toscane. C'est le triomphe. Le même mois, il donne trois cours sur le sujet à Padoue. Toujours en avril, Johannes Kepler offre son soutien à Galilée. L'astronome allemand ne confirme pas vraiment cette découverte puisqu'il n'a pas encore eu accès à la lunette, il offre seulement une dissertation-discussion (enthousiaste pour son aspect copernicien) sur la pertinence du petit ouvrage de Galilée. C'est la Dissertatio cum Nuncio Sidereo où même la question de l'impact sur les fondements de l'astrologie est abordée (ces nouvelles planètes invalident-elles l'astrologie de la tradition ?). En septembre 1610, Kepler publie sa Narratio, un compte-rendu court et précis de l'observation des compagnons de Jupiter : c'est là qu'il crée le néologisme satellite (garde du corps en latin). En effet, si l'on ajoutait des planètes au Système solaire, son système des cinq solides (1596, Mysterium Cosmographicum) serait invalidé. Galilée ne lui fit jamais parvenir une seule lunette, et ce malgré son soutien officiel en tant qu'Astronome Impérial. L'observation des satellites de Jupiter n'a pu avoir lieu que par l'emprunt d'une lunette (qu'il eut à disposition une ou deux nuits seulement). Galilée, en effet, s'est toujours méfié des écrits képlériens faisant une part belle à l'astrologie, à l'Écriture Sainte (Kepler est protestant et théologien de formation) ou, à partir de 1609, à des ellipses et des forces dans le Système solaire. Par exemple, Galilée qualifiera de puérile l'idée d'une attraction mutuelle entre les eaux des mers et la Lune, rappelant trop la symbolique astrologique.

### Observations à Florence, présentation à Rome
Le 10 juillet 1610, Galilée quitte Venise pour Florence. Malgré l'avis de ses amis Fra Paolo Sarpi et Sagredo, qui craignent que sa liberté ne soit bridée, il a, en effet, accepté le poste de Premier Mathématicien de l'université de Pise (sans charge de cours, ni obligation de résidence) et celui de Premier Mathématicien et Premier Philosophe du grand-duc de Toscane, titre spécialement créé pour lui.

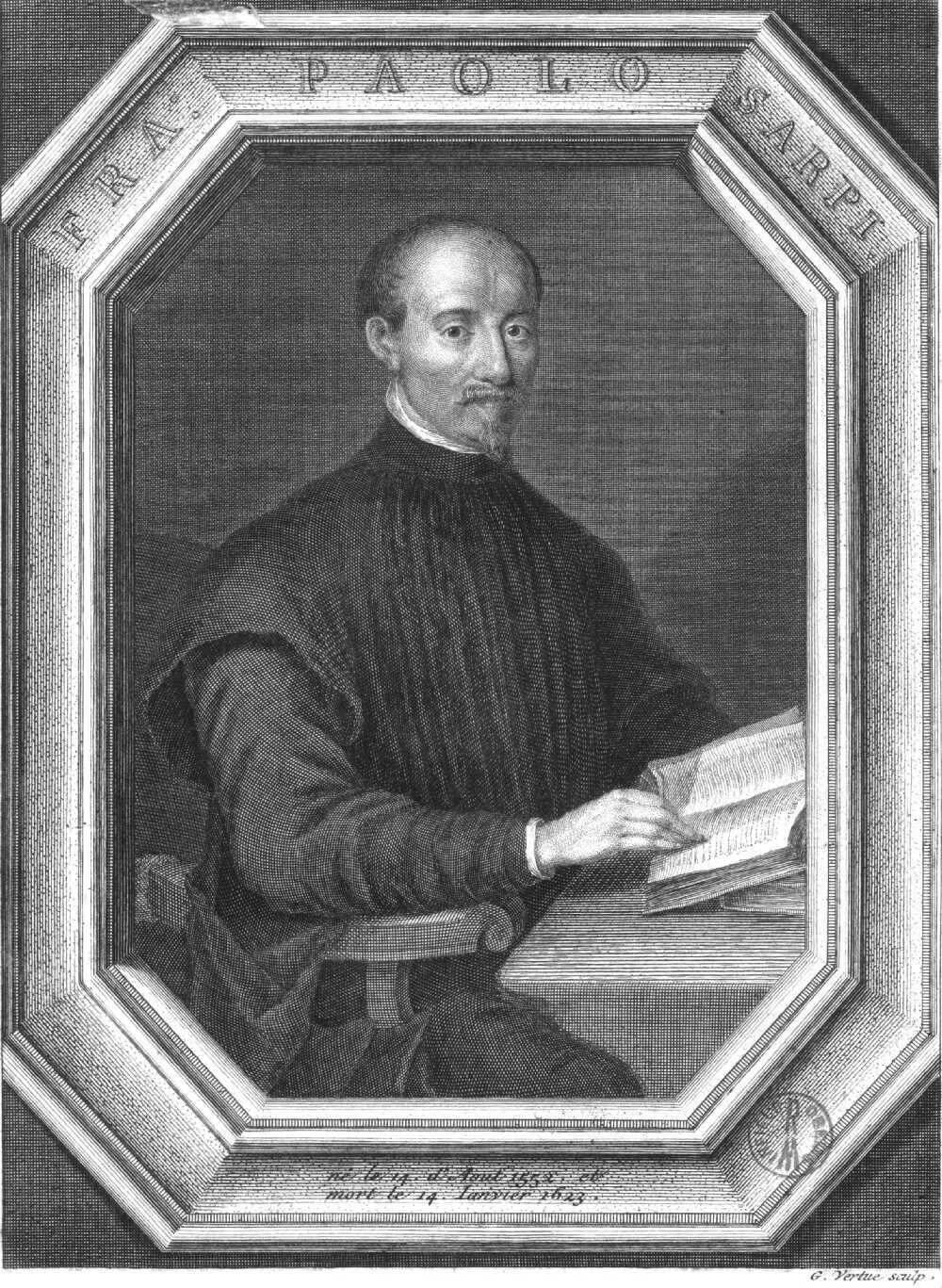
Paolo Sarpi.

Le 25 juillet 1610, Galilée tourne sa lunette astronomique vers Saturne et découvre ses anneaux. C'est seulement 50 ans plus tard et avec des instruments plus puissants que Christian Huygens en comprendra la nature.

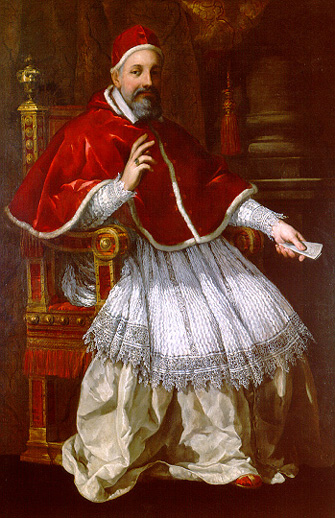
Le pape Urbain VIII (Maffeo Barberini).

Le mois suivant, Galilée trouve une astuce pour observer le Soleil à la lunette et découvre les taches solaires. Il en donne une explication satisfaisante.
En septembre 1610, poursuivant ses observations, il découvre les phases de Vénus. Pour lui, c'est une nouvelle preuve de la vérité du système copernicien, car s'il est facile d'interpréter ce phénomène grâce à l'hypothèse héliocentrique, il est beaucoup plus difficile de le faire à l'aide de l'hypothèse géocentrique.
Il est invité le 29 mars 1611 par le cardinal Maffeo Barberini (futur Urbain VIII) à présenter ses découvertes au Collège pontifical de Rome et à la jeune Académie des Lyncéens. Galilée reste dans la capitale pontificale un mois complet, durant lequel il reçoit tous les honneurs. L'Académie des Lyncéens notamment, lui réserve un accueil enthousiaste et l'admet en tant que 6e membre. Dorénavant, le lynx de l'Académie ornera le frontispice de toutes les publications de Galilée.
Le 24 avril 1611, des professeurs de sciences du Collège romain (dirigé par les jésuites) répondent à la demande d'information de Bellarmin. Cette réponse, signée par Christophorus Clavius, un éminent mathématicien, confirme au cardinal Bellarmin que les observations de Galilée sont exactes. Se limitant à leur domaine et aux questions posées, les savants se gardent bien de confirmer ou d'infirmer les conclusions que le Florentin en a tirées. Galilée s'empresse de faire connaître cette opinion. Il retourne à Florence le 4 juin.
Le 28 décembre 1612, Galilée est grâce à sa lunette le premier humain à observer Neptune, visible à cette date en conjonction avec Jupiter,. Le consensus est qu'il s'agit d'une pré-découverte, car, bien qu'il ait repéré un léger déplacement de Neptune en l'espace d'un mois, il n'a jamais rien publié qui laisse penser qu'il ait fait le lien avec le mouvement d'une planète; il a néanmoins été proposé que Galilée aurait peut-être pu avoir conscience de la découverte, sur la base d'une étude minutieuse de ses relevés,. Quoi qu'il en soit, cette pré-découverte s'est révélée utile 370 ans plus tard par les membres du programme Voyager, afin d'augmenter la précision des calculs de l'orbite de la planète en vue de son survol par Voyager 2.

## Galilée attaqué et condamné par les autorités

### L'opposition s'organise

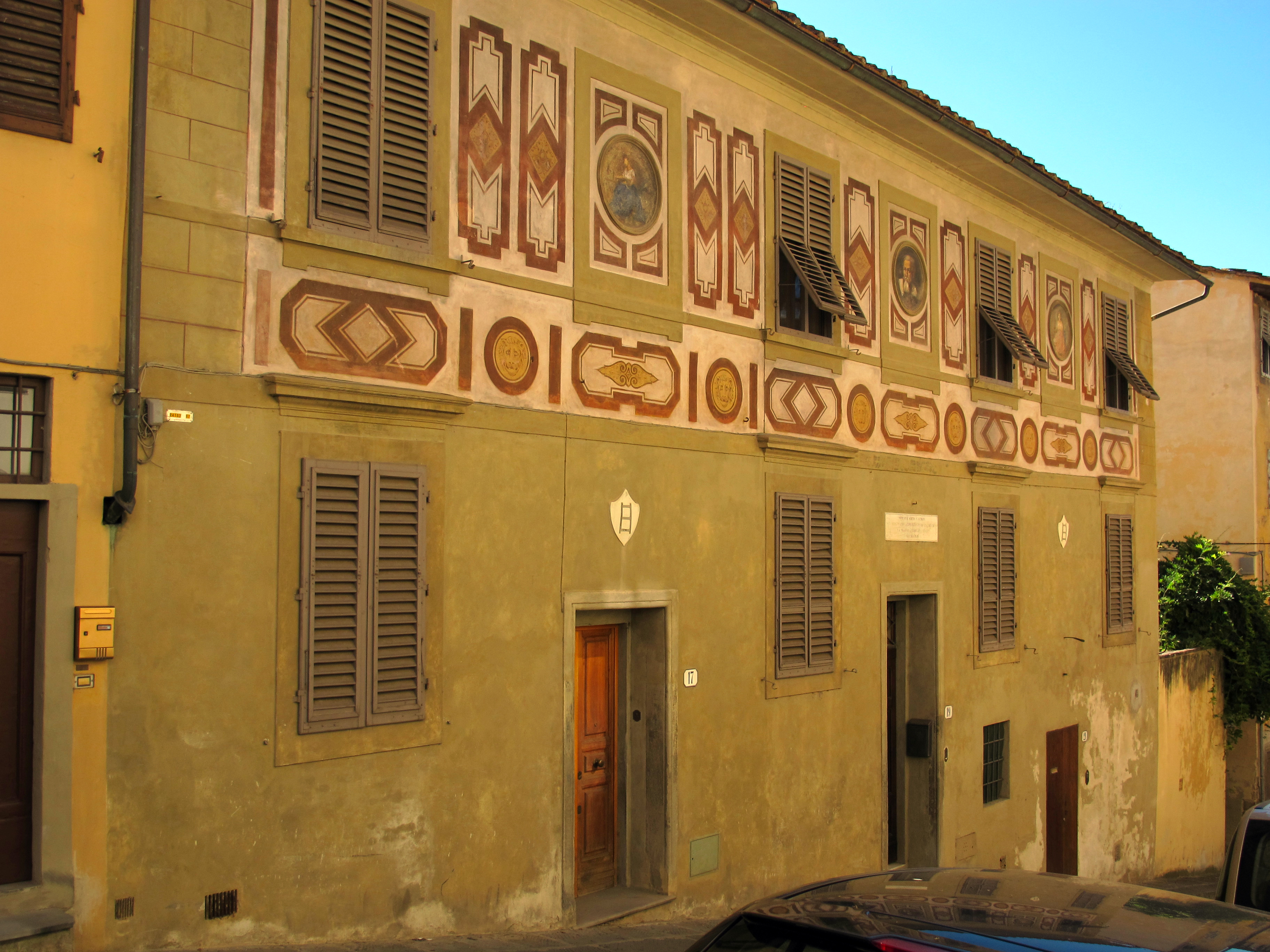
Maison de Galilée Costa San Giorgio à Florence.

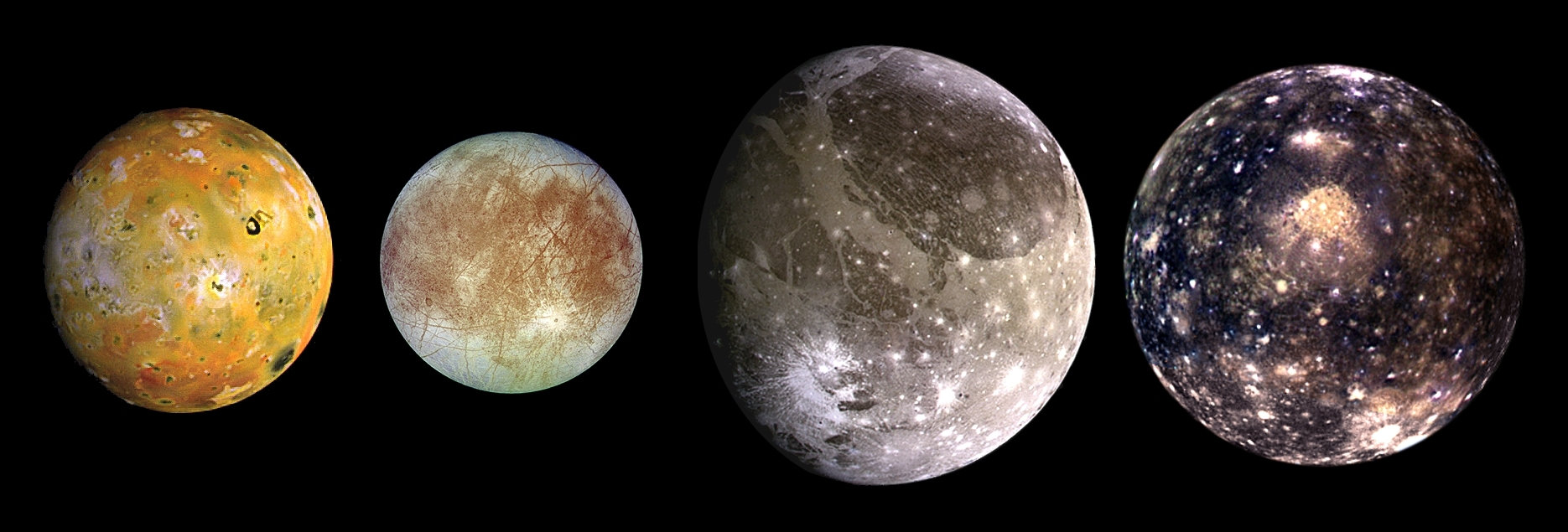
Les quatre lunes galiléennes de Jupiter découvertes par Galilée en 1610 : Callisto, Ganymède, Europe et Io.

Les partisans de la théorie géocentrique sont devenus les ennemis acharnés de Galilée et les attaques contre lui ont commencé dès la parution du Sidereus Nuncius. Ils ne peuvent pas se permettre de perdre la face et ne veulent pas voir leur science remise en question.
De plus, les méthodes de Galilée, reposant sur l'observation et l'expérience plutôt que sur l'autorité des partisans des théories géocentriques (qui s'appuient sur le prestige d'Aristote), sont en opposition complète avec les leurs, à tel point que Galilée refuse d'être comparé à eux.
Ce ne sont d'abord que des escarmouches, mais Sagredo écrit tout de même à Galilée, fraîchement arrivé à Florence : « La puissance et la générosité de votre prince (le grand-duc de Toscane) permettent d'espérer qu'il saura reconnaître votre dévouement et votre mérite ; mais dans les mers agitées des cours, qui peut éviter d'être, je ne dirai pas coulé, mais au moins durement secoué par les rafales furieuses de la jalousie ? ».
La première flèche vient de Martin Horky, disciple du professeur Giovanni Antonio Magini et ennemi de Galilée. Cet assistant publie en juin 1610, sans consulter son maître, un pamphlet contre le Sidereus nuncius. Hormis les attaques personnelles, son argument principal est le suivant : « Les astrologues ont fait leurs thèmes astrologiques en tenant compte de tout ce qui bougeait dans les cieux. Donc les astres médicéens ne servent à rien et, Dieu ne créant pas de choses inutiles, ces astres ne peuvent pas exister. »
Il est ridiculisé par les partisans de Galilée, qui répondent que ces astres servent à une chose : faire enrager Horky. Devenu la risée de toute l'université, Horky est finalement chassé par son maître : Giovanni Antonio Magini ne tolère pas un échec aussi cuisant. Au mois d'août, un certain Sizzi tente le même genre d'attaque avec le même genre d'arguments, sans plus de succès.
Une fois les observations de Galilée confirmées par le Collège romain, les attaques changent de nature. Lodovico delle Colombe attaque sur le plan religieux en demandant si Galilée compte interpréter la Bible pour la faire s'accorder à ses théories. À cette époque en effet, et avant les travaux exégétiques du XIXe siècle, le Psaume 93 (92) pouvait laisser entendre une cosmologie géocentrique (dans la ligne : « etenim firmavit orbem terrae qui non commovebitur », littéralement « et de fait il a affermi l'orbe de la terre, qui ne sera pas ébranlé »).

### Les attaques se font plus violentes

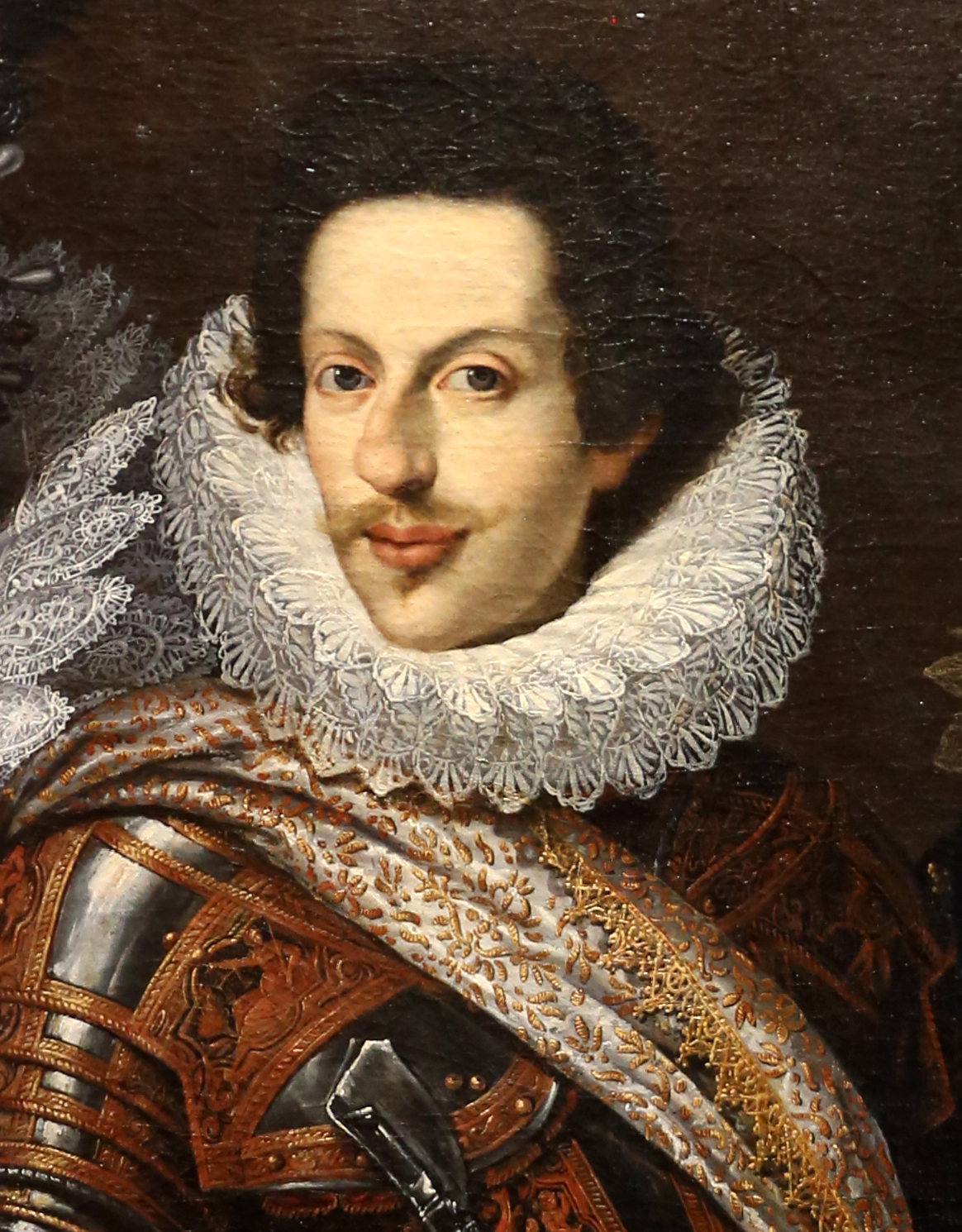
Cosme II de Toscane

Galilée, de retour à Florence, est inattaquable sur le plan astronomique. Ses adversaires vont donc critiquer sa théorie des corps flottants. Galilée prétend que la glace flotte parce qu'elle est moins dense que l'eau, alors que les aristotéliciens pensent que c'est dans sa nature de flotter (physique quantitative et mathématique de Galilée contre physique qualitative d'Aristote). L'attaque aura lieu durant un repas à la table du grand-duc Cosme II de Toscane au mois de septembre 1611.
Galilée est opposé aux professeurs de Pise et notamment à Lodovico delle Colombe, durant ce qu'on appelle la « bataille des corps flottants ». Galilée, par une série d'expériences, faisant varier la forme des corps, démontre que seule la densité influe sur la flottabilité. Quelques mois plus tard, il rédige un opuscule où il présente sa théorie.

En 1612, il entreprend une discussion avec « Apelles latens post tabulam » (pseudonyme du jésuite Christoph Scheiner), un astronome allemand, au sujet des taches solaires. Apelles défend l'incorruptibilité du Soleil en arguant que les taches sont en réalité des amas d'étoiles entre le Soleil et la Terre. Galilée démontre que les taches sont soit à la surface même du Soleil, soit si proches qu'on ne peut mesurer leur altitude. L'Académie des Lyncéens publie cette correspondance le 22 mars 1613 sous le titre d'Istoria e dimostrazioni intorno alle macchie solari e loro accidenti. Scheiner finira par adhérer à la thèse galiléenne.
Le 2 novembre 1612, la querelle reprend. Le dominicain Niccolo Lorini, professeur d'histoire ecclésiastique à Florence, prononce un sermon résolument opposé à la théorie de la révolution de la Terre autour du Soleil. Sermon sans conséquence particulière, mais qui marque les débuts des attaques religieuses. Les opposants utilisent le passage biblique (Josué 10, 12-14) dans lequel, à la prière de Josué, Dieu arrête la course du Soleil et de la Lune, comme arme théologique contre Galilée.
En décembre 1613, le professeur Benedetto Castelli, ancien élève de Galilée et un de ses collègues à Pise, est sommé par la grande-duchesse douairière Christine de Lorraine de prouver l'orthodoxie de la doctrine copernicienne. Galilée vient en aide à son disciple en lui écrivant une lettre le 21 décembre 1613 sur le rapport entre science et religion, affirmant que, dans le domaine des phénomènes physiques, l'écriture sainte n'a pas de juridiction. La grande-duchesse est rassurée, mais la controverse ne faiblit pas.
Galilée, cependant, continue ses travaux. Du 12 au 15 novembre, il reçoit Jean Tarde, à qui il présente son microscope et ses travaux d'astronomie. En 1614, il fait la connaissance de Jean-Baptiste Baliani, physicien génois, qui sera son ami et correspondant pendant de longues années.

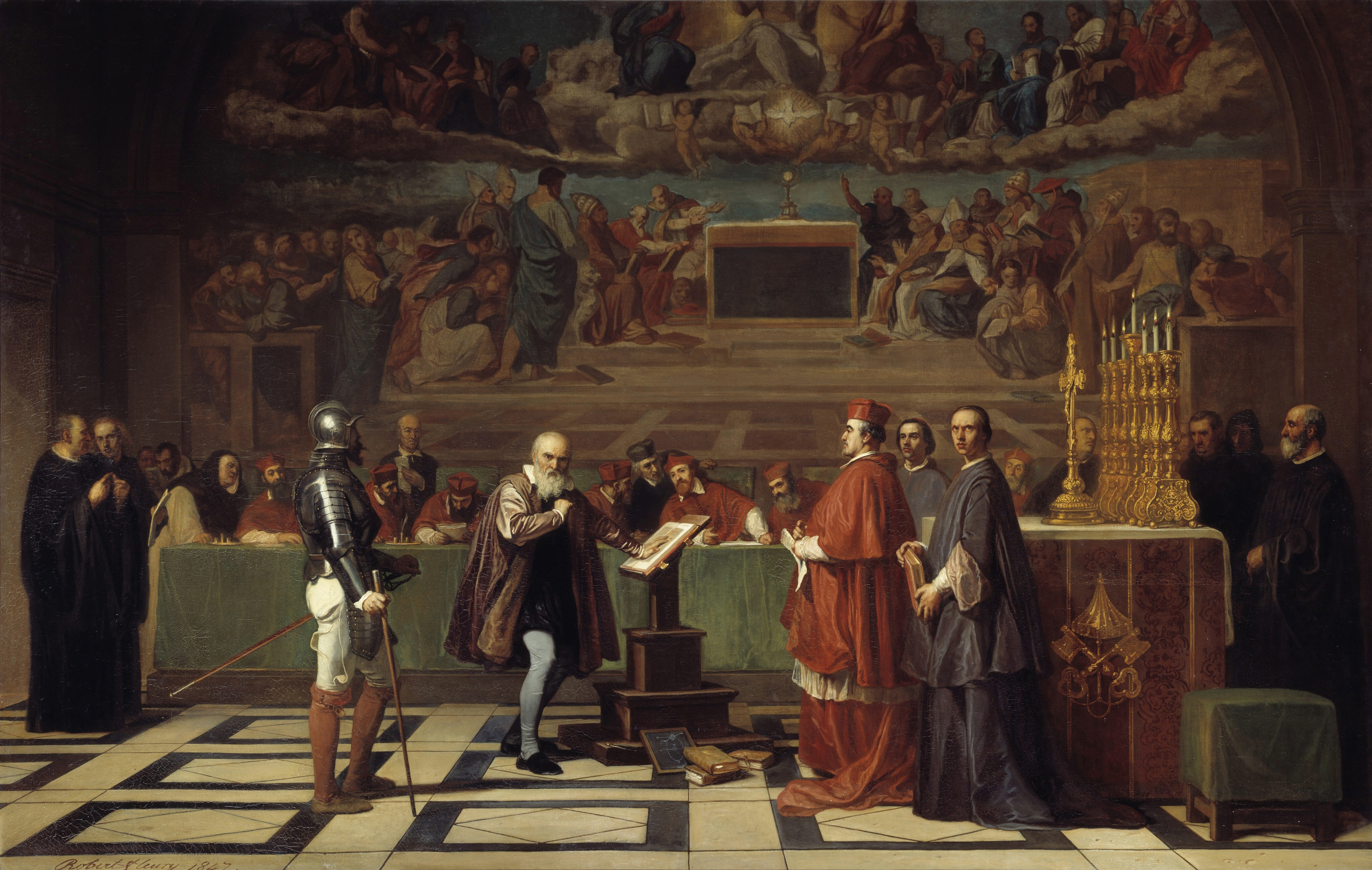
Galilée face au tribunal de l'Inquisition romaine peint au XIXe siècle par Joseph-Nicolas Robert-Fleury.

Le 20 décembre, le dominicain Tommaso Caccini attaque très violemment Galilée à l'église Santa Maria Novella. Le 6 janvier 1615, un copernicien, le carme Paolo Foscarini, publie une lettre traitant positivement de l'opinion des pythagoriciens et de Copernic sur la mobilité de la Terre. Il envisage le système copernicien en tant que réalité physique. La controverse prend une telle ampleur que le cardinal Bellarmin, pourtant favorable à Galilée, est obligé d'intervenir le 12 avril. Il écrit une lettre à Foscarini où, en l'absence de réfutation concluante du système géocentrique, il condamne sans équivoque la thèse héliocentrique. Tout en reconnaissant l'intérêt pratique, pour le calcul astronomique, du système de Copernic, il déclare formellement imprudent de l'ériger en vérité physique, selon ce qu'on a appelé la doctrine de l'équivalence des hypothèses.

### 1615: lettre à Christine de Lorraine
Dans une lettre à son ami, Piero Dini, datée du 15 février 1615, Galilée explique que, sur les questions posées par la doctrine de Copernic par rapport aux problèmes posées par l'interprétation de l'Écriture, il est en train d'élaborer un exposé qui n'est pas encore au net. Dans une lettre du 23 mars à Dini, il écrit qu'il « s'est attaché à exposer ces questions dans un écrit » et qu'il n'a pas pu le lui envoyer à cause de problèmes de santé. Le 16 mai Dini écrit qu'il n'a pas encore reçu l'exposé. Il a d'abord été conçu comme une lettre destinée à un religieux, le cardinal Robert Bellarmin, avant que Galilée choisisse de l'adresser à Christine de Lorraine qui semblait plus à l'écoute de ses idées. À l'origine, la lettre n'a pas été imprimée mais copiée, une large diffusion aurait pu déclencher un débat que l'Inquisition souhaitait éviter. Elle n'a été imprimée qu'en 1636, à Strasbourg, par Matthias Bernegger.
Cette longue lettre rappelle :
- les étapes de ses découvertes et des oppositions qu'elles ont suscitées de la part des professeurs ayant basé leur enseignement sur le savoir aristotélicien. Saint Thomas d'Aquin avait repris d'Aristote que toute connaissance est d'abord sensible avant d'être dans l'intelligence. L'astronomie de Galilée met à bas l'astronomie de Claude Ptolémée, reprise par la religion chrétienne, dans laquelle il affirmait dans la préface de l'Almageste : « Rien mieux que l'Astronomie ne saurait frayer la voie de la connaissance théologique » ;
- les découvertes de Copernic faites au cours des études qu'il avait réalisées à la demande du pape pour établir un nouveau calendrier plus exact[35] ;
- les propos de saint Augustin et cite plusieurs extraits de son œuvre, en particulier, du chapitre 10 de De Genesi ad litteram où il est discuté de savoir si le ciel se meut ou s'il reste immobile et dans lequel il répond qu'il n'a pas de temps pour entreprendre cette étude et que ne devrait pas avoir ceux qu'il veut « former pour leur salut et le bien de la Sainte Église ». Galilée en déduit que le Saint-Esprit « n'a pas voulu nous enseigner si le ciel se meut ou s'il demeure immobile ». Il cite alors la formule d'un ecclésiastique (qu'on attribue au cardinal Cesare Baronio) : « l'intention du Saint-Esprit est de nous enseigner comment on doit aller au Ciel, et non comment va le ciel ». Dans un extrait de Epistola septima ad Marcellinum : « S'il arrive que l'autorité des Saintes Écritures apparaît en opposition avec une raison manifeste et certaine, cela veut dire que celui qui interprète l'Écriture ne la comprend pas de manière convenable ; ce n'est pas le sens de l'Écriture qui s'oppose à la vérité, mais le sens qu'il a voulu lui donner ; ce qui s'oppose à l'Écriture, ce n'est pas ce qui est en elle mais ce qu'il y a mis lui-même, croyant que cela constituait son sens ». Dans l'Ecclésiaste, le Saint-Esprit dit que Dieu a abandonné le monde aux disputes des hommes, aussi Galilée se demande pourquoi interdire aux hommes le droit de philosopher librement ;
- que nombre de savants et philosophes de l'Antiquité avaient affirmé que le Soleil était immobile et que la Terre était mobile, parmi lesquels, Pythagore et les pythagoriciens, Héraclite du Pont, Philolaos maître de Platon, Platon lui-même, Aristarque de Samos, Hicétas et d'autres, et que Sénèque avait affirmé qu'il faudrait étudier pour savoir qui de la Terre ou du Soleil se déplaçait.

Galilée est certain que ses découvertes montrent qu'il est dans la vérité. Il condamne ceux qui se servent de l'Écriture pour prétendre que la Lune brille par elle-même et ne reçoit pas sa lumière du Soleil, que les planètes médicéennes autour de Jupiter n'existent pas, puis il affirme que si de tels auteurs qui ont mal compris les Écritures abusent de leur autorité pour imposer leur interprétation à leurs lecteurs devaient l'emporter, alors ils pourraient interdire toutes les sciences spéculatives.
Galilée rappelle que pour ces théologiens, « la théologie est la reine de toutes les sciences et ne doit pas s'abaisser à s'accommoder aux propositions des autres sciences qui sont moins dignes, et qui leur sont inférieures, mais que, tout au contraire, ces autres sciences doivent se référer à elle comme suprême maitresse, et modifier leurs conclusions conformément aux statuts et aux décrets de la théologie ».
Pour Galilée, la théologie est la reine des sciences en raison de la sublimité de son objet qui est l'enseignement sur les révélations divines et l'acquisition de la béatitude. Mais la géométrie, l'astronomie, la musique et la médecine ne sont pas traitées de manière plus exacte dans les Écritures que chez Archimède, Ptolémée, Boèce et Galien. Il en déduit qu'imposer aux professeurs d'astronomie de se défier de leurs observations parce qu'elles ne seraient que des sophismes est une prétention inadmissible. Il demande alors aux Pères de considérer les différences qui existent entre les doctrines opinables et les doctrines démonstratives, entre commander à un mathématicien et à un philosophe, entre donner des instructions à un marchand ou à un légiste.
Reprenant les passages des Écritures qui posaient problème d'un point de vue cosmologique, il cite saint Jérôme : « Il est de nombreux passages de l'Écriture qui doivent être interprétés selon les idées du temps et non selon la vérité même des choses » (commentaire du chapitre 28 du Livre de Jérémie), et « Il est habituel dans les Saintes Écritures que le narrateur présente beaucoup de questions selon la manière dont on les comprenait à l'époque » (commentaire du chapitre 13 de saint Mathieu). Il est donc normal que pour les hommes du vulgaire la Terre est immobile et le Soleil est mobile, car ils sont liés à la Terre et voient le Soleil se déplacer. Cette opinion est naturelle et a été reprise par les Pères et n'a pas été discutée, mais cela n'en fait pas une vérité de la Foi, car ils n'ont pas condamné l'opinion contraire, car ils ne s'en sont pas préoccupés. C'est parce que Copernic connaissait la force avec laquelle l'idée de la stabilité de la Terre était ancrée dans les esprits qu'il a démontré le mouvement de la Terre autour du Soleil, mais a introduit les tables en parlant de lever et coucher du Soleil.
Galilée interprète ensuite l'immobilisation du Soleil et de la Lune à la demande de Josué.
Dans cette lettre, Galilée, qui a rompu avec l'enseignement d'Aristote, affirme que la science des savants, dûment contrôlée par l'observation et démontrée, pouvait faire autorité sans aucune référence à l'autorité ecclésiastique et à celle des Saintes Écritures. Les théologiens ne doivent pas intervenir sur des sciences qui ne sont pas de leur compétence et qui ne relèvent pas du domaine de la Foi.

### La censure de la thèse copernicienne (1616)
Galilée se rend à Rome pour se défendre contre les calomnies et surtout essayer d'éviter une interdiction de la doctrine copernicienne. Mais il lui manque la preuve irréfutable de la rotation de la Terre pour appuyer ses plaidoiries. Son intervention arrive trop tard : Lorini, par lettre de dénonciation, avait déjà prévenu Rome de l'arrivée de Galilée et le Saint-Office avait déjà commencé l'instruction de l'affaire.
Cherchant toujours une preuve du mouvement de la Terre et pour répondre aux objections du cardinal Bellarmin, Galilée pense la trouver dans le phénomène des marées. Le 8 février 1616, il envoie sa théorie des marées (Discorso del Flusso e Reflusso) au cardinal Orsini. Cette théorie rappelle la relation entre les marées et la position apparente de la Lune, qui tourne moins vite autour de la Terre (29,57 jours) que la Terre n'est supposée tourner sur elle-même (1 jour). Malheureusement, Galilée ne peut expliquer ainsi qu'une marée par jour alors qu'il en est couramment observé deux, parfois avec un peu de décalage sur l'heure astronomique (qui ne sera expliqué que plus tard par la Dynamique des fluides). Elle reste en revanche compatible avec le principe d'inertie admis par Galilée. L'influence de la Lune sur les marées avait déjà été soulignée par Kepler, mais Galilée n'en avait pas alors tenu compte.
Il faudra attendre l'année 1728 et les observations de Bradley sur l'aberration de la lumière pour avoir une première preuve directe du mouvement de la Terre par rapport aux étoiles.
L'historien Maurice Clavelin a cherché à justifier le refus de l'équivalence des hypothèses de Galilée. Bellarmin, qui demande à Galilée de présenter l'héliocentrisme comme une hypothèse, le fait sur la base d'un géocentrisme admis et considéré comme vrai. Quand Galilée refuse ce compromis, il refuse que l'astronomie conserve un rôle de subordonnée par rapport à la philosophie naturelle traditionnelle (d'Aristote), alors partie intégrante de la théologie catholique. Galilée revendique le statut de philosophe et considère que non seulement Dieu a donné aux hommes les sens et la raison pour découvrir la vraie constitution du monde, mais que ses observations minent l'astronomie de Ptolémée et justifie son adhésion à l'astronomie copernicienne.
Malgré deux mois passés en de nombreuses tractations, Galilée est convoqué le 16 février 1616 par le Saint-Office pour l'examen des propositions de censure. Les 25 février et 26 février 1616, la censure est ratifiée par l'Inquisition et par le pape Paul V. Galilée n'est pas inquiété personnellement, mais est prié d'enseigner sa thèse en la présentant comme une hypothèse. Cet arrêté s'étend à tous les pays catholiques. Des rumeurs circulent que Galilée a abjuré et reçu une sévère pénitence. À sa demande Bellarmin lui donne un certificat (26 mai 1616) clarifiant que rien de tel n'eut lieu. Il lui a été simplement notifié que l'héliocentrisme, étant contraire aux Saintes Écritures, ne peut à ce stade être défendu ou enseigné.

### Progrès des thèses de Galilée

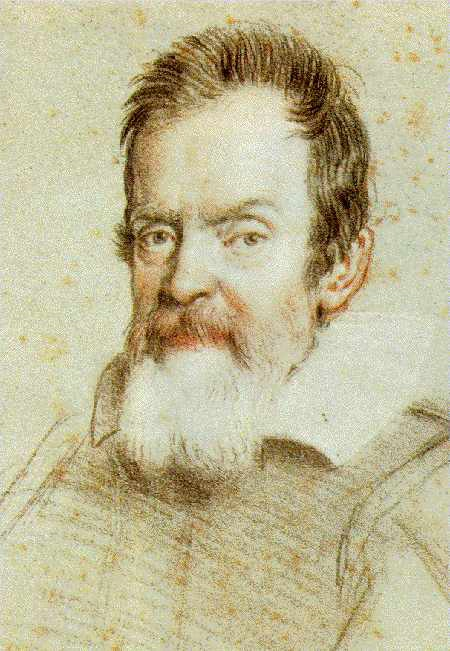
Portrait au crayon de Galilée réalisé par Ottavio Leoni

Cette affaire a beaucoup éprouvé Galilée. Ses maladies reviennent le tourmenter pendant les deux années suivantes et son activité scientifique se réduit. Son système de détermination des longitudes par l'observation de la position des satellites de Jupiter est proposé en vain à l'Espagne par l'ambassadeur de Toscane. Ses deux filles entrent dans les ordres.
En 1618, on observe le passage de trois comètes, phénomène qui relance la polémique sur l'incorruptibilité des cieux.
En 1619, le père jésuite Orazio Grassi publie De tribus cometis anni 1618 disputatio astronomica. Il y défend le point de vue de Tycho Brahe sur les trajectoires elliptiques des comètes. Galilée riposte d'abord par l'intermédiaire de son élève Mario Guiducci qui publie en juin 1619 Discorso delle comete où il développe une théorie personnelle sur les comètes, allant jusqu'à émettre l'hypothèse de phénomènes météorologiques d'illusions d'optique.
En octobre, Orazio Grassi attaque Galilée dans un pamphlet plus sournois : aux considérations scientifiques se mêlent des allusions religieuses considérées comme malveillantes et dangereuses au temps de la Contre-Réforme.
Le 28 août 1620, le cardinal Maffeo Barberini adresse à son ami le poème Adulatio Perniciosa qu'il a composé à son honneur. Le 20 janvier 1621, Galilée devient consul de l'Accademia fiorentina. Le 28 février, Cosme II, le protecteur de Galilée, meurt subitement. En 1622, à Francfort, paraît une Apologie de Galilée rédigée par Tommaso Campanella en 1616. Un défenseur bien encombrant, car Campanella est déjà convaincu d'hérésie.
Cependant, Galilée, encouragé par son ami le cardinal Barberini (futur pape Urbain VIII) et soutenu par l’Académie des Lyncéens, répond avec ironie à Grassi en publiant en 1623 Il Saggiatore (« L'Essayeur »), ouvrage important sur la philosophie atomiste, qui est considéré comme un « chef-d’œuvre de l'art polémique ». Il y fait des remarques sur l’atomisme et déclare que l’atome possède bien des qualités premières, qui lui sont propres, mais que ce qu’on appelle les « qualités secondes » ou les « accidents » dans la terminologie aristotélicienne — qui déterminent le goût, le toucher, l'odeur — sont en fait le fruit de l’interaction des objets avec les organes du corps humain. Grassi, l’un des plus grands savants jésuites, est ridiculisé et envoie une lettre anonyme à l’Inquisition dénonçant une contradiction avec le dogme catholique de la transsubstantiation, mais un théologien de l'Inquisition conclut à un non-lieu.
Lorsque Peiresc, ami et ancien élève de Galilée, apprend qu'il est inquiété, il envoie une lettre au cardinal Barberini. 
Entre-temps, Galilée a repris son étude des satellites de Jupiter. Malheureusement des difficultés techniques l'obligent à abandonner le calcul de leurs éphémérides. Nonobstant, Galilée se voit couvert d'honneurs en 1620 et 1622.
Le 6 août 1623, l'ami de Galilée, le cardinal Maffeo Barberini est élu pape sous le nom de Urbain VIII. Le 3 février 1623, Galilée reçoit l'autorisation de publier son Saggiatore qu'il dédie au nouveau Pape. L'ouvrage paraît le 20 octobre 1623. Ce sont d'abord les qualités polémiques (et littéraires) de l'ouvrage qui assureront son succès à l'époque. Il n'en demeure pas moins qu'en quelques mois et dans une atmosphère de grande effervescence culturelle, Galilée devient en quelque sorte le porte-drapeau des cercles intellectuels romains en rébellion contre le conformisme intellectuel et scientifique imposé par les jésuites. Dans cet ouvrage, il énonce la mathématisation de la physique :

« La philosophie est écrite dans cet immense livre qui se tient toujours ouvert devant nos yeux, je veux dire l'Univers, mais on ne peut le comprendre si l'on ne s'applique d'abord à en comprendre la langue et à connaître les caractères avec lesquels il est écrit. Il est écrit dans la langue mathématique et ses caractères sont des triangles, des cercles et autres figures géométriques, sans le moyen desquels il est humainement impossible d'en comprendre un mot. Sans eux, c'est une errance vaine dans un labyrinthe obscur. »

Les années suivantes sont assez calmes pour Galilée malgré les attaques des aristotéliciens. Il en profite pour perfectionner son microscope composé (septembre 1624).
En 1626, Galilée poursuit ses recherches sur l'armature de l'aimant. Il reçoit aussi la visite d'Élie Diodati, qui apportera les copies de ses manuscrits à Paris. En 1628, Galilée, âgé de 64 ans, tombe gravement malade et manque de mourir en mars. L'année suivante, ses adversaires tentent de le priver de l'allocation qu'il reçoit de l'université de Pise, mais la manœuvre échoue.

### LeDialogueet la condamnation de 1633

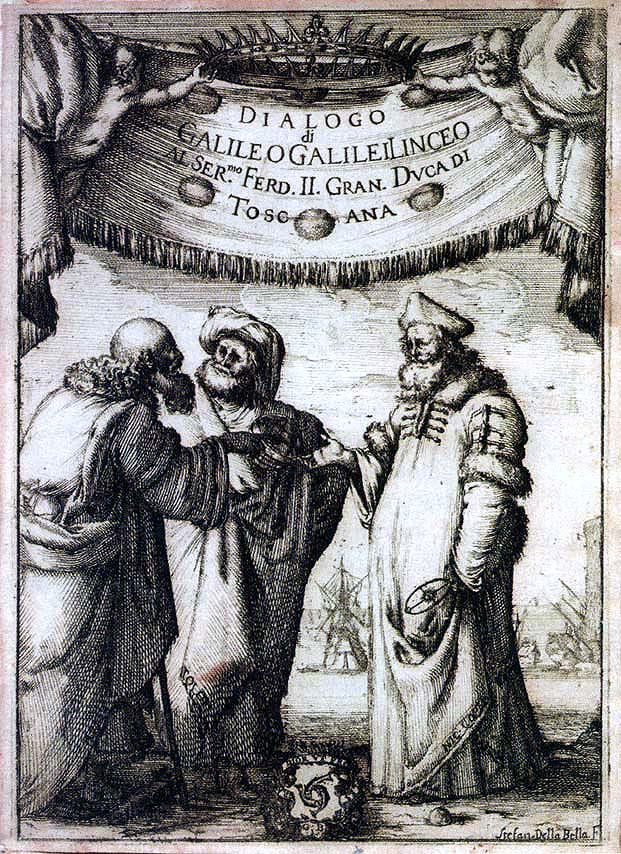
L'ouvrage Dialogue sur les deux grands systèmes du monde demandé à Galilée par le pape Urbain VIII vers 1620 et publié en 1632.

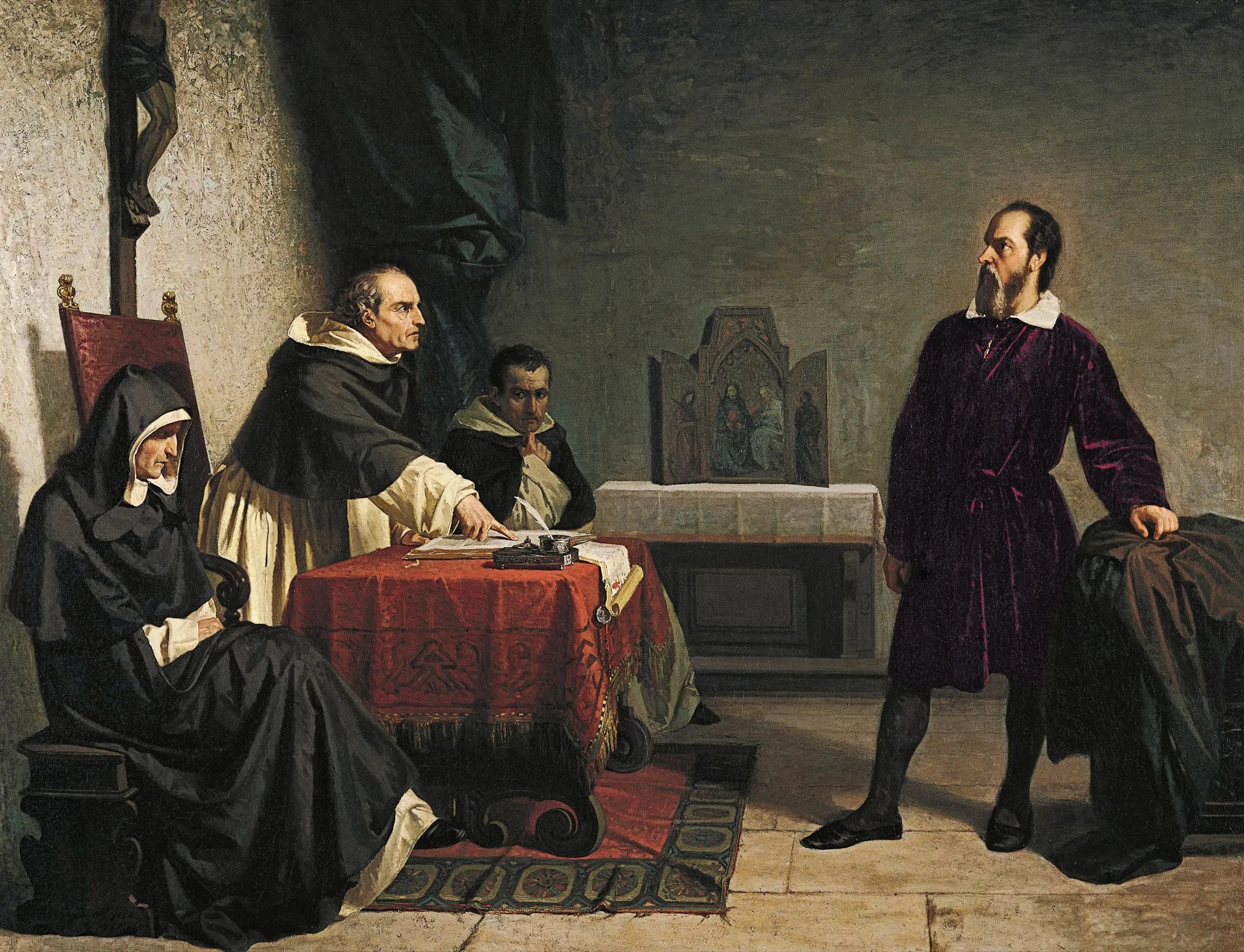
Galilée face au tribunal de l'Inquisition romaine, par Cristiano Banti, 1857.

Dans les années 1620, après la censure de ses thèses, Galilée passe un mois à Rome où il est reçu plusieurs fois par le pape Urbain VIII qui a pour lui une grande amitié. Il lui expose le plan de l'étude commanditée par celui-ci Dialogue sur les deux grands systèmes du monde, ouvrage devant présenter de façon neutre les avantages comme les inconvénients du système de Ptolémée et du système de Copernic. En effet, le pape qui apprécie Galilée ne veut pas qu'il fasse figurer des arguments peu convaincants notamment à propos de sa théorie sur les marées, conseil dont Galilée ne tiendra pas compte[réf. incomplète].
Jusqu'en 1631, Galilée consacre son temps à l'écriture du Dialogo qui sera le triomphe de ses idées et à tenter de les faire admettre par la censure. L'ouvrage est achevé d'imprimer en février 1632. Les yeux de Galilée commencent à le trahir en mars et avril.
Le 21 février 1632, Galilée, protégé par le pape Urbain VIII et le grand-duc de Toscane Ferdinand II de Médicis, petit-fils de Christine de Lorraine, fait paraître à Florence son dialogue des Massimi sistemi (Dialogo sopra i due massimi sistemi del mondo, « Dialogue sur les deux grands systèmes du monde »), où il raille sensiblement le géocentrisme de Ptolémée comme il l'avait fait avec son expérience de pensée concernant les affirmations erronées d'Aristote sur la chute des corps.
Galilée, qui veut écraser ses adversaires[non neutre], publie son ouvrage en demandant l'imprimatur, c'est-à-dire l'approbation de l'Église. Il piège Niccolò Riccardi, maître du Sacré Palais, qui avait la mission d'inspecter le Dialogue. En effet, lors de l'inspection, Riccardi n'a connaissance que de la préface et de la conclusion dans lesquelles Galilée ne dévoile pas ses vraies intentions.
Le style du Dialogue cause à la fois révolution et scandale. Le Dialogue se déroule à Venise sur quatre journées entre trois interlocuteurs : Filippo Salviati, Florentin partisan de Copernic, Giovan Francesco Sagredo, Vénitien éclairé mais sans a priori, et Simplicio, piètre défenseur de la physique aristotélicienne, personnage caricatural qui ne pose que des questions ineptes, en lequel les clercs de l'Université, voire Urbain VIII lui-même, se seraient (peut-être) sentis visés. Toutefois, lorsqu'on lui reprocha le caractère ostensiblement péjoratif du nom, Galilée répondit qu'il s'inspirait de Simplicius de Cilicie.
L'Église se sent obligée de réagir d'autant plus qu'elle considère qu'on lui a, en quelque sorte, volé son imprimatur puisque le texte imprimé ne correspond pas au texte présenté à Mgr Riccardi. De plus, Galilée écrit son livre en italien et non en latin, langue scientifique. Il souhaite ainsi toucher un large public.
Le pape lui-même ne peut qu'avaliser le reproche des adversaires[non neutre] de Galilée à qui il avait demandé une présentation neutre des deux théories, pas un plaidoyer en faveur du seul Copernic. D'autant qu'à cette époque les systèmes se déduisent par simple transformation mathématique l'un de l'autre, et la preuve de la rotation de la Terre sur elle-même ne sera démontrée que plus tard, sa rotondité étant acquise depuis Aristote sur lequel l'Église comme l'Université s'alignaient alors (Terre sphérique et immobile au centre de l'Univers) et par l'expédition de Magellan bien avant la naissance de Galilée.
Le pape se sent alors doublement trahi[non neutre], ce qui le pousse à prendre une décision stricte. Il doit de même agir vite, car, avec le succès du livre, Galilée devient un personnage célèbre, déchaînant la colère de ses opposants. Malgré cela, le Pape Urbain VIII veut éviter à Galilée de comparaître devant les juges ; mais la Commission refuse.
Galilée est donc à nouveau convoqué par le Saint-office, le 1er octobre 1632. Deux choses lui sont reprochées : « avoir tenu et cru la doctrine fausse et contraire aux Saintes-Écritures que le soleil est le centre du monde » ainsi que « d'avoir tenu et cru qu'une doctrine qui a été déclarée et définie contraire aux Saintes-Écritures peut encore être tenue et défendue comme prouvable ». Ce faisant, les théologiens s'en tenaient à une interprétation de la Bible selon le seul sens littéral, comme cela devenait fréquent au XVIIe siècle comme pendant toute l'époque moderne. Malade, Galilée ne peut se rendre à Rome qu'en février 1633. Les interrogatoires se poursuivent jusqu'au 21 juin avec une menace de torture ; Galilée cède.
Le 22 juin 1633, au couvent dominicain de Santa-Maria, la sentence est rendue :

« Il est paru à Florence un livre intitulé Dialogue des deux systèmes du monde de Ptolémée et de Copernic dans lequel tu défends l'opinion de Copernic. Par sentence, nous déclarons que toi, Galilée, t'es rendu fort suspect d'hérésie, pour avoir tenu cette fausse doctrine du mouvement de la Terre et repos du Soleil. Conséquemment, avec un cœur sincère, il faut que tu abjures et maudisses devant nous ces erreurs et ces hérésies contraires à l’Église. Et afin que ta grande faute ne demeure impunie, nous ordonnons que ce Dialogue soit interdit par édit public, et que tu sois emprisonné dans les prisons du Saint-office »

Il prononce également la formule d'abjuration que le Saint-office avait préparée :

« Moi, Galileo, fils de feu Vincenzo Galilei de Florence, âgé de soixante-dix ans, ici traduit pour y être jugé, agenouillé devant les très éminents et révérés cardinaux inquisiteurs généraux contre toute hérésie dans la chrétienté, ayant devant les yeux et touchant de ma main les Saints Évangiles, jure que j'ai toujours tenu pour vrai, et tiens encore pour vrai, et avec l'aide de Dieu tiendrai pour vrai dans le futur, tout ce que la Sainte Église catholique et apostolique affirme, présente et enseigne. Cependant, alors que j'avais été condamné par injonction du Saint-office d'abandonner complètement la croyance fausse que le Soleil est au centre du monde et ne se déplace pas, et que la Terre n'est pas au centre du monde et se déplace, et de ne pas défendre ni enseigner cette doctrine erronée de quelque manière que ce soit, par oral ou par écrit ; et après avoir été averti que cette doctrine n'est pas conforme à ce que disent les Saintes Écritures, j'ai écrit et publié un livre dans lequel je traite de cette doctrine condamnée et la présente par des arguments très pressants, sans la réfuter en aucune manière ; ce pour quoi j'ai été tenu pour hautement suspect d'hérésie, pour avoir professé et cru que le Soleil est le centre du monde, et est sans mouvement, et que la Terre n'est pas le centre, et se meut. J'abjure et maudis d'un cœur sincère et d'une foi non feinte mes erreurs. »

Le fameux aparté attribué à Galilée E pur si muove! (ou Eppur si muove - « Et pourtant elle tourne ») est probablement apocryphe, : cette rétractation l'aurait en effet immédiatement fait passer pour relaps aux yeux de l'Église et aurait pu lui faire risquer le bûcher, voire perdre tout espoir de commutation de sa peine.
Le texte de la sentence est diffusé largement : à Rome le 2 juillet, le 12 août à Florence. La nouvelle arrive en Allemagne fin août, aux Pays-Bas espagnols en septembre. Les décrets du Saint-office ne seront jamais publiés en France, mais, prudemment et pour éviter la controverse, René Descartes renonce à faire paraître son Traité du monde et de la lumière.
Beaucoup (y compris René Descartes, qui diffère puis annule par crainte la publication de son traité de science), à l'époque, pensent que Galilée est la victime d'une cabale des Jésuites qui se vengent ainsi de l'affront subi par Orazio Grassi dans le Saggiatore.
Les positions du théologien liégeois Libert Froidmont (de l'université de Louvain) s'efforcent d'éclairer en détail l'équivoque de la condamnation de Galilée.
La condamnation de Galilée est immédiatement commuée par le Pape en résidence surveillée. Le scientifique n'est donc jamais allé en prison et continue même à percevoir les revenus de deux bénéfices ecclésiastiques[non neutre] que le souverain pontife lui a octroyés. La deuxième sanction, la récitation des psaumes de la pénitence une fois par semaine pendant un an, sera effectuée par sa fille religieuse carmélite.

### La fin
D'abord assigné à résidence chez l'archevêque Piccolomini à Sienne, il obtient finalement d'être relégué chez lui, à Florence dans sa villa d'Arcetri, (petite colline au sud de Florence), la Villa le Gioiello (« Villa le petit joyau »), non loin de ses filles au couvent.

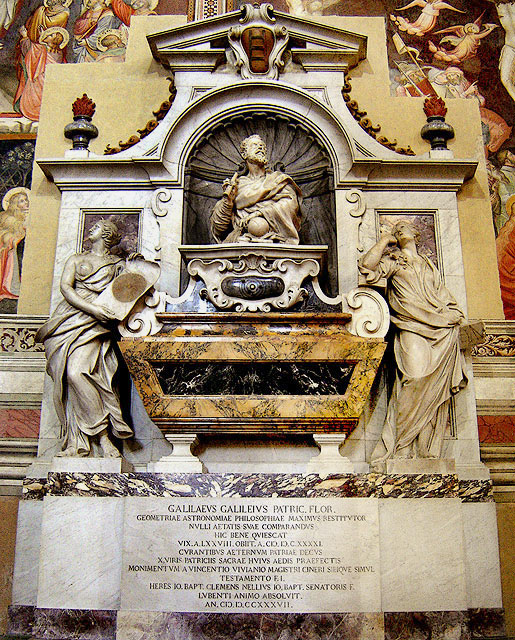
Mausolée de Galilée à la basilique Santa Croce de Florence, par Girolamo Ticciati et Giovanni Battista Foggini.

Au début, personne n'est autorisé à se rendre chez le « prisonnier d'Arcetri », mais cette interdiction s'assouplit ensuite, ce qui lui permet de recevoir quelques visites et lui fournit l'occasion de faire passer la frontière à quelques ouvrages en cours de rédaction. Ces livres paraissent à Strasbourg et à Paris en traduction latine.
En 1636, Louis Elzevier reçoit une ébauche des Discours sur deux sciences nouvelles de la part du maître florentin. C'est le dernier livre qu'écrira Galilée, ouvrage où le scientifique a consigné les découvertes d'où est née la dynamique moderne ; il y établit les fondements de la mécanique en tant que science et marque ainsi la fin de la physique aristotélicienne. Il tente aussi de poser les bases de la résistance des matériaux, avec moins de succès. Il finira ce livre de justesse, car le 4 juillet 1637, il perd l'usage de son œil droit.
Le 2 janvier 1638, Galilée perd définitivement la vue. Par chance, Dino Peri a reçu l'autorisation de vivre chez Galilée pour l'assister avec le père Ambrogetti qui prendra note de la sixième et dernière partie des Discours. Cette partie ne paraîtra qu'en 1718. L'ouvrage complet paraît en juillet 1638 à Leyde (Pays-Bas) et à Paris. Il est lu par les grands esprits de l'époque. Descartes, par exemple, enverra ses observations à Mersenne, l'éditeur parisien.
Galilée reste à Arcetri jusqu'à sa mort, entouré de ses disciples (Viviani, Torricelli, Vincenzo Reinieri, Dino Peri, etc.), travaillant à l'astronomie et autres sciences. Fin 1641, Galilée envisage d'appliquer l'oscillation du pendule aux mécanismes d'horloge.
Quelques jours plus tard, le 8 janvier 1642, Galilée meurt à Arcetri, à l'âge de 77 ans. Sur l'ordre du grand-duc de Toscane, son corps est inhumé religieusement à Florence le 9 janvier dans le caveau familial de la Basilique Santa Croce de Florence. L’Église refusant que lui soit édifié un monument funéraire, un mausolée est érigé en son honneur le 13 mars 1736.

## Postérité: de l'incompréhension des scientifiques au réexamen par l'Église
Le procès de Galilée, spécialement pour sa présentation jugée non neutre de l'ouvrage qui lui avait été commandé, Dialogue sur les deux grands systèmes du monde (1633), a eu des retombées considérables sur la méthode scientifique, tant la méthode expérimentale que théorique, mais aussi indirectement sur la philosophie et d'autres domaines de la pensée. En philosophie, on a vu ainsi apparaître des courants de pensée rationalistes (Descartes) et empiriques (voir Francis Bacon et Robert Boyle).

### XVIIesiècle: réactions des scientifiques
La théorie de l'héliocentrisme souleva d'abord des questions sur l'aristotélisme (Terre fixe au centre de l'Univers) et sur la métaphysique, qui entraînèrent des réactions des scientifiques :
- Descartes renonce à publier le Traité du monde et de la lumière et évoque ce traité non publié dans le Discours de la méthode (1637) ;
- Blaise Pascal rejoignit le courant janséniste et participa avec une équipe de Port-Royal à une traduction de la Bible sous la direction de Lemaître de Sacy, qui fut la seule traduction de la Bible en français au XVIIe siècle.
- Sur le plan théologique, elle pose la question de l'inerrance biblique.

### XVIIIesiècle: la confirmation scientifique et la levée de l'interdit par le pape Benoît XIV

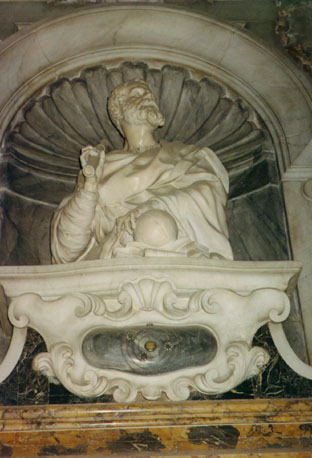
Mausolée de Galilée à la Basilique Santa Croce de Florence (détail).

En 1728, James Bradley fut le premier à prouver scientifiquement, par l'explication qu'il donna à « l'aberration de la lumière », la révolution de la Terre autour du Soleil.
Le pape Benoît XIV autorisa les ouvrages sur l'héliocentrisme dans la première moitié du XVIIIe siècle, et ceci en deux temps :
- en 1741, devant la preuve optique de l'orbitation de la Terre faite par Bradley en 1728, il fit donner par le Saint-office l'imprimatur à la première édition des œuvres complètes de Galilée, avec cependant l'ajout du fait que le mouvement de la Terre est supposé. Ce geste constitua une révision implicite des sentences de 1616 et 1633, même si celles-ci ne furent pas abrogées ;
- en 1757, les ouvrages favorables à l'héliocentrisme furent à nouveau autorisés, par un décret de la Congrégation de l'Index, qui retira ces ouvrages du catalogue des livres interdits.

Dans le Discours préliminaire de l'Encyclopédie, d'Alembert critique sévèrement l'Inquisition pour la condamnation de Galilée :

« Un tribunal devenu puissant dans le midi de l'Europe, dans les Indes, dans le Nouveau Monde, mais que la foi n'ordonne point de croire, ni la charité d'approuver, ou plutôt que la religion réprouve, quoique occupé par ses ministres, et dont la France n'a pu s'accoutumer encore à prononcer le nom sans effroi, condamna un célèbre astronome pour avoir soutenu le mouvement de la terre, et le déclara hérétique […]. C'est ainsi que l'abus de l'autorité spirituelle réunie à la temporelle forçait la raison au silence ; et peu s'en fallut qu'on ne défendît au genre humain de penser. »

— D'Alembert.
Dans l'article « Astronomie », l'Encyclopédie indique :

« Les opinions de Galilée lui attirèrent les censures de l'inquisition de Rome mais ces censures n'ont pas empêché qu'on ne l'ait regardé comme un des plus grands génies qui ait paru depuis longtemps. »

### XXesiècle: l'Église reconnaît ses erreurs

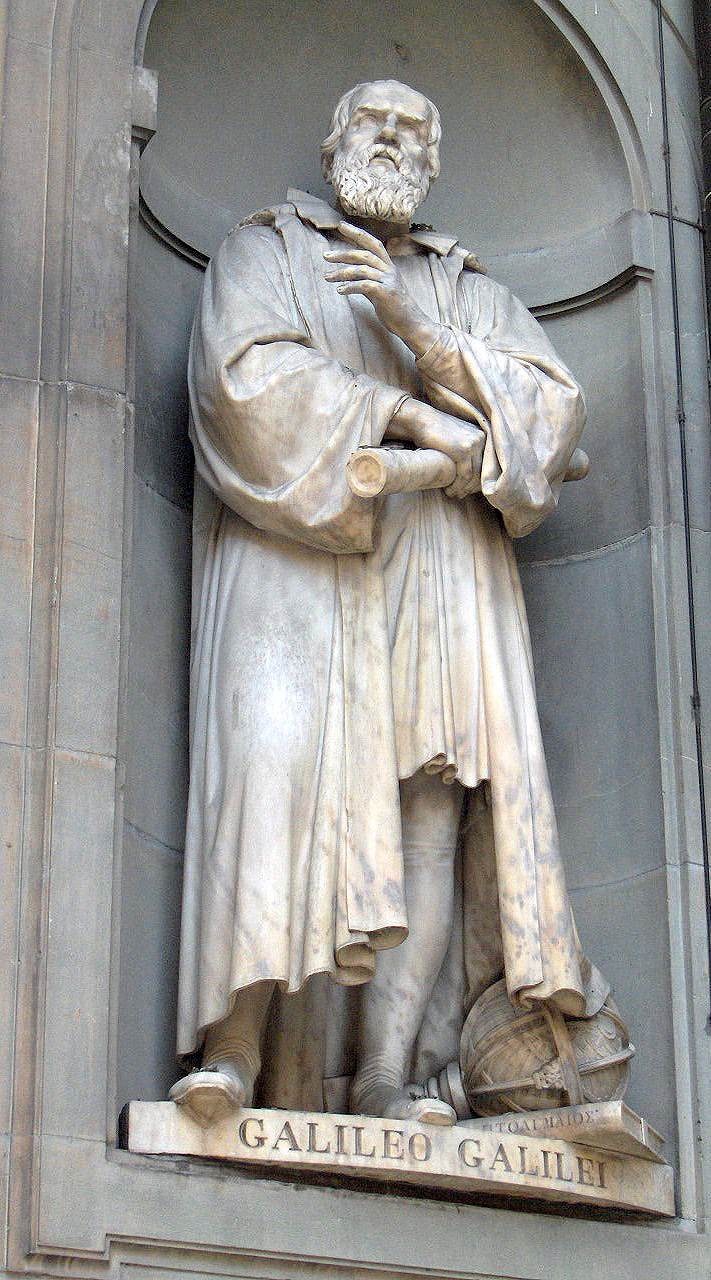
Sa statue sur le piazzale des Offices de Florence.

L'Église catholique a reconnu lors du concile Vatican II (1962-1965) que les interventions de certains chrétiens dans le domaine scientifique étaient indues, en mentionnant Galilée.
En 1979 et en 1981, Jean-Paul II, récemment élu, charge une commission d'étudier la controverse ptoléméo-copernicienne des XVIe et XVIIe siècles et le procès de Galilée, nommant le cardinal Paul Poupard à la tête de cette commission. Il ne s'agit pas d'établir une réhabilitation, le tribunal qui a condamné Galilée n'existant plus, et la mise à l'Index étant levée depuis le XVIIIe siècle. Celle-ci est d'ailleurs implicite après les autorisations de l'édition des œuvres de Galilée données par Benoît XIV en 1741 et en 1757.
Le 31 octobre 1992, Jean-Paul II reconnaît, lors de son discours aux participants à la session plénière de l'Académie pontificale des sciences, les erreurs de « la plupart » des théologiens du XVIIe siècle dans l'affaire :

« Ainsi la science nouvelle, avec ses méthodes et la liberté de recherche qu'elle suppose, obligeait les théologiens à s'interroger sur leurs propres critères d'interprétation de l'Écriture. La plupart n'ont pas su le faire.
Paradoxalement, Galilée, croyant sincère, s'est montré plus perspicace sur ce point que ses adversaires théologiens. « Si l'Écriture ne peut errer, écrit-il à Benedetto Castelli, certains de ses interprètes et commentateurs le peuvent, et de plusieurs façons ». On connaît aussi sa Lettre à Christine de Lorraine (1615) qui est comme un petit traité d'herméneutique biblique.
L'erreur des théologiens d'alors, quand ils soutenaient la centralité de la Terre, fut de penser que notre connaissance de la structure du monde physique était, d'une certaine manière, imposée par le sens littéral de l'Écriture Sainte. »

Jean-Paul II souligne que le grand savant a eu une « intuition de physicien de génie » en comprenant pourquoi seul le Soleil pouvait avoir fonction de centre du monde, tel qu'il était alors connu, c'est-à-dire comme système planétaire.

### XXIesiècle
En janvier 2008, 67 professeurs de l'université de Rome « La Sapienza », soutenus par des étudiants, s'en prennent à Benoît XVI, au point que ce dernier doit renoncer à participer à la cérémonie d'inauguration de l'année universitaire à laquelle il avait été convié. Ces professeurs lui reprochent sa position sur l'affaire Galilée telle qu'elle était apparue dans un discours prononcé par lui à Parme en 1990, dans lequel il s'appuie sur l'interprétation du philosophe des sciences Paul Feyerabend jugeant la position de l'Église d'alors plus rationnelle que celle de Galilée. Une manifestation en soutien du pape réunit 100 000 fidèles sur la place Saint-Pierre le 20 janvier 2008.
Le 15 février 2009, soit 445 ans jour pour jour après la naissance de Galilée, le président du Conseil pontifical pour la culture célèbre une messe en l'honneur de Galilée en la basilique Sainte-Marie-des-Anges-et-des-Martyrs.
L'année 2009 a été déclarée « Année mondiale de l'astronomie » (AMA09 ou IYA09 en anglais) par l'Unesco. Elle coïncide avec le 400e anniversaire des premières observations faites avec une lunette astronomique, par Galilée, et ses premières découvertes sur les montagnes lunaires, les taches solaires, les phases de Vénus, les satellites de Jupiter (1609).

## Hommages et références
- Astronomie et astronautique :

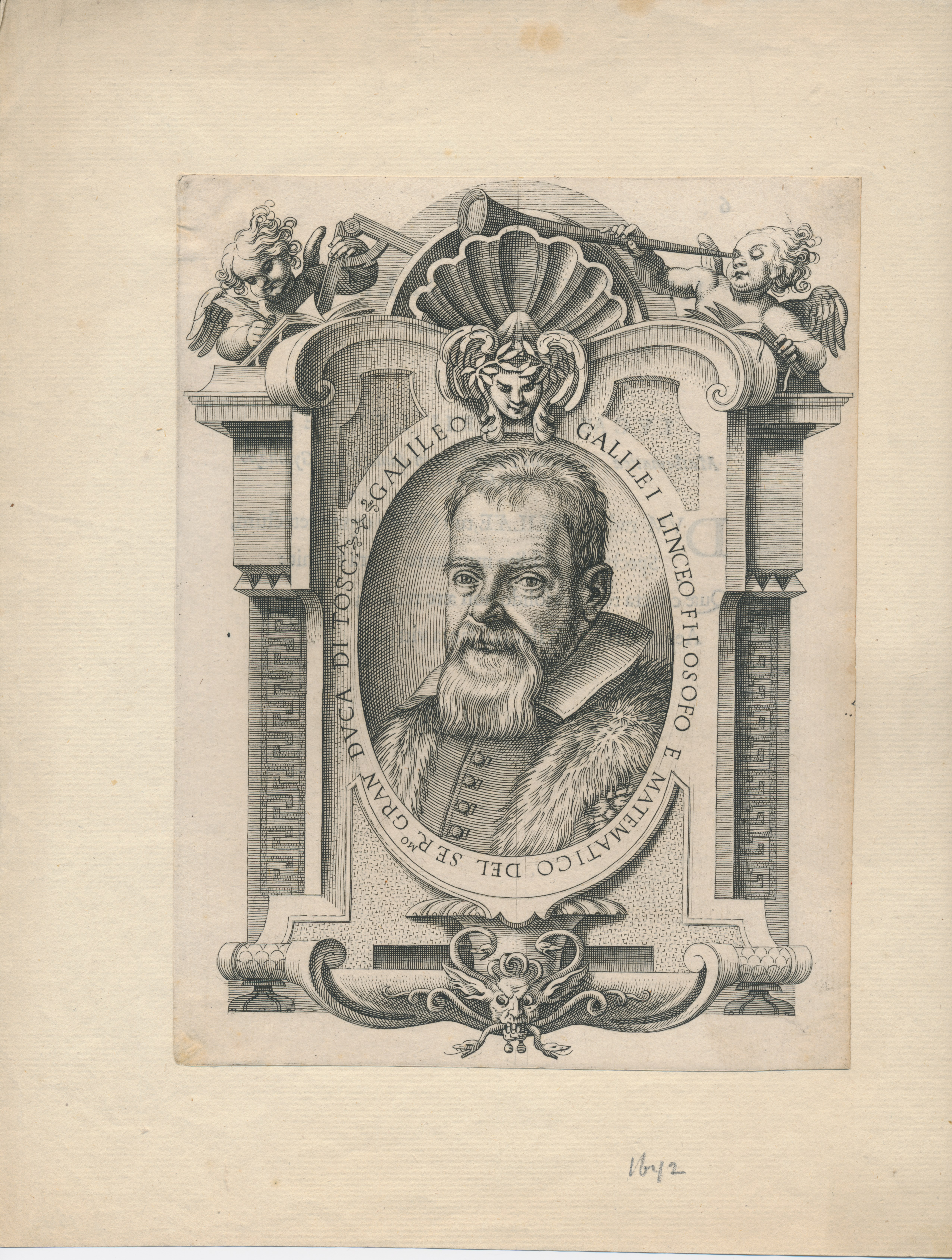
Gravure du XVIIIe siècle.

  - l'astéroïde (697) Galilea a été nommé en son honneur, à l'occasion du 300e anniversaire de la découverte des lunes galiléennes,
  - Galileo est le nom d'une sonde de la NASA envoyée vers Jupiter et ses satellites,
  - Galileo est aussi le futur système de positionnement européen,
  - Galilaei est un cratère lunaire,
  - Galilaei est un cratère martien,
  - en 1971, l'astronaute David Scott d'Apollo 15 reproduit l'expérience du marteau et de la plume en chute libre sur la Lune[63]. Cette expérience imaginée par Galilée devait être réalisée dans un espace vide, ce qui permettrait d'observer que l'effet de la masse sur la chute libre entre ces deux corps sont identiques.
- Enseignement :
  - Le liceo classico Galileo est un lycée dans le centre historique de Florence[64],
  - de nombreux lycées français ont été baptisés Galilée. En région Île-de-France, on trouve ainsi un lycée Galilée à Paris, Gennevilliers, Combs-la-Ville et à Cergy,
  - l'institut Galilée près de Paris en France, est un pôle scientifique constitué de huit laboratoires de recherche, six formations d'ingénieurs et une école doctorale,
  - la Haute École Galilée[65] est un établissement d'enseignement supérieur bruxellois dans le domaine de la communication (master journalisme, publicité…), des soins infirmiers (bachelier en soins infirmiers), de l'enseignement (bachelier régent de l'enseignement secondaire inférieur...) et du secteur économique (bachelier en secrétariat de direction et bachelier en tourisme),
  - Galilée a été choisi comme nom de baptême par la promotion 2008-2009 de l'Institut national des études territoriales (INET).
- Culture :
  - La Vie de Galilée est une pièce de théâtre de Bertolt Brecht créée en 1943,
  - la vie de Galilée fait l'objet d'un album du groupe de metal allemand Haggard avec l'opus Eppur Si Muove qui lui est entièrement consacré,
  - le chanteur occitan Martí a publié en 1992 un album intitulé Et pourtant elle tourne, qui s'ouvre sur une chanson en hommage à Galilée,
  - Galileo Galilei est un opéra en un acte et dix scènes, composé en 2001 par Philip Glass,
  - en 2005, un téléfilm français, Galilée ou l'Amour de Dieu, réalisé par Jean-Daniel Verhaeghe, avec Claude Rich dans le rôle de Galilée, retrace son procès devant le tribunal de l'Inquisition,
  - Galilée, opéra en 12 scènes de Michael Jarrell (livret du compositeur d'après La Vie de Galilée de Bertolt Brecht), est créé à Genève en janvier 2006,
  - Messager des étoiles, fresque musicale, est composée par Jean-Claude Amiot d'après La Vie de Galilée (créée à Dijon en 1994, version nouvelle en 2009).
  - Le Rêve de Galilée est un roman de fiction historique incluant des éléments de science-fiction, de l'auteur américain Kim Stanley Robinson et publié en 2009.
- Toponymes :
  - en France, de nombreuses voies urbaines rendent hommage à Galilée. En particulier, la rue Galilée localisée dans les 8e et 16e arrondissements de Paris.
- Citation :
  - l'université de Padoue de « la Bô » conserve à l'académie l'épine dorsale de Galilée ; ce qui fait écrire à André Suarès, dans son Voyage du Condottière :

« Peuple à reliques : ils ont aussi l'épine dorsale de Galilée, à l'Académie, en rien différente d'une autre épine, un os à moelle pour le pot-au-feu du dimanche. Il faudrait mettre le tout dans un tronc à la Sainte Science ou à Saint Antoine. »

— page 119, éditions Émile-Paul

### Musées
- Musée Galilée, Florence. Ouvert en 2010, il remplace le musée de la Storia della Scienza (Histoire des Sciences) de Florence. On peut voir des vitrines consacrées à de nombreux instruments de Galilée, également la relique momifiée de l'index de Galilée, celui-là même ayant désigné les astres qu'il voyait avec sa lunette[66].

## Héraldique
| Blason | Blasonnement : D'or, à une échelle à trois échelons de gueules Commentaires : Armoiries de la famille Galilei. |

## Œuvres

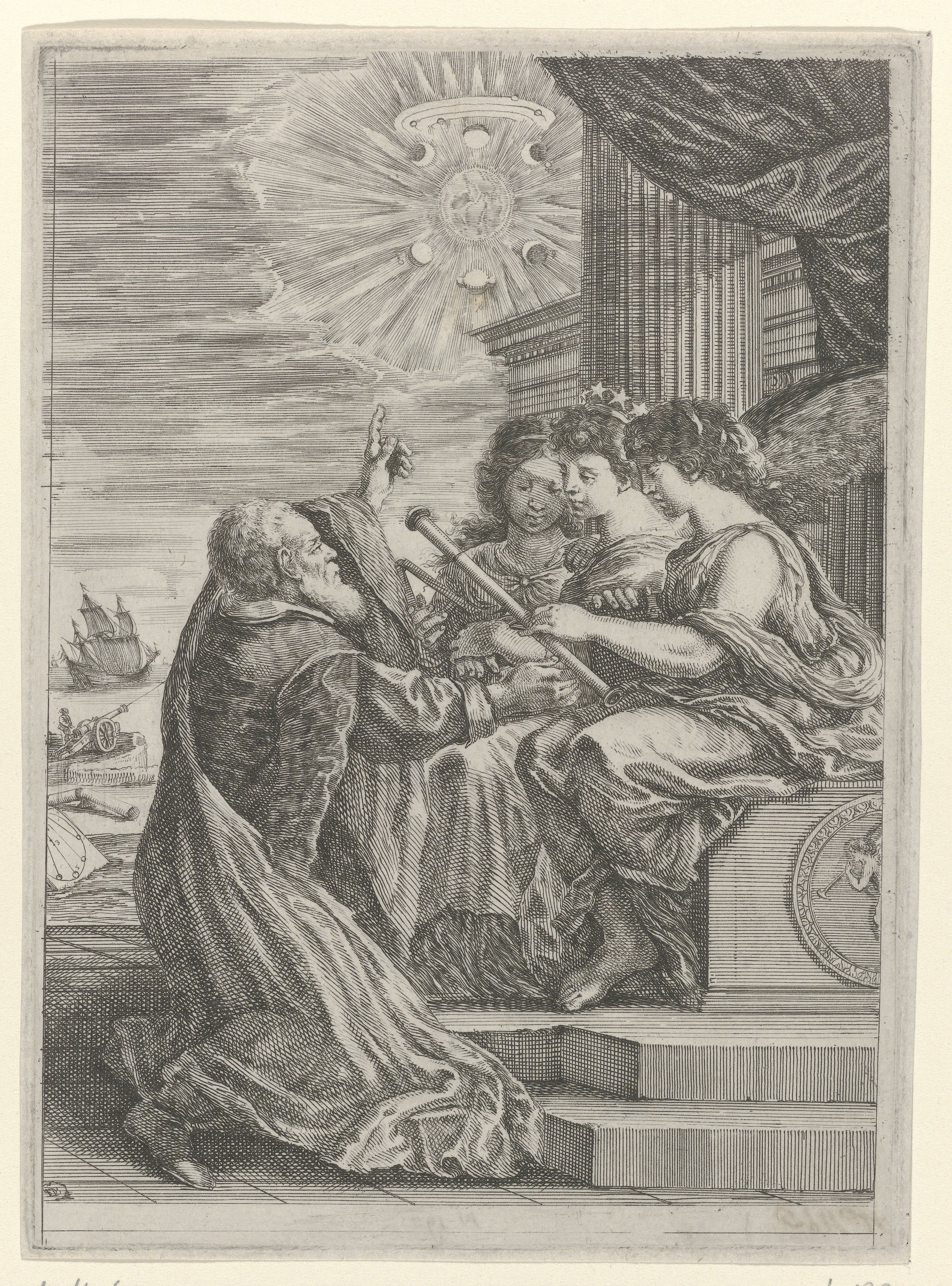
Opere di Galileo Galilei. Œuvre de Carlo Malonessi, Bologne, 1656.

### Principaux ouvrages scientifiques
- 1590 : De motu
- 1606 : Le Operazioni del compasso geometrico et militare di Galileo-Galilei, nobil Fiorentino
- 1610 : Discorso intorno alle cose che stanno in su l'acqua et che in quella si muovono
- 12 mars 1610 : Sidereus nuncius, magna longeque admirabilia spectacula prodens, etc.
- 1613 : Storia e dimonstrazioni intorno alle macchie solari et loro accidenti
- 1623 : Il Saggiatore nel quale con bilancia esquisita et giusta si ponderano le cose contenute nella libra astronomica et filosofica di Lotario Sarsi, etc.
- 1632 : Dialogo sopra i due massimi sistemi del mondo
- 1638 : Discorsi e Dimonstrazioni matematiche intorno a due scienze attenanti alla mecanica ed i movimenti locali

### Traductions en français
- Lettre à Christine de Lorraine et autres écrits coperniciens (trad. de l'italien par Philippe Hamou et Martha Spranzi), Paris, Librairie générale française, 2004, 446 p. (ISBN 2-253-06764-4)
- L'Essayeur (trad. de l'italien par Christine Chauviré), Paris, Les Belles Lettres, coll. « Annales littéraires de l'université de Besançon » (no 234), 1979, 307 p. (ISBN 2-251-60234-8, lire en ligne)
- Le Messager des étoiles (trad. du latin par Fernand Hallyn), Paris, Éditions du Seuil, coll. « Sources du savoir », 1992, 171 p. (ISBN 2-02-014593-6)
- Sidereus nuncius. Le messager céleste (trad. Isabelle Pantin), Paris, Les Belles Lettres, coll. « Science et humanisme », 1992, 276 p. (ISBN 2-251-34505-1)
- Histoire et démonstration sur les taches solaires, 1613
- Dialogue sur les deux grands systèmes du monde (trad. de l'italien par René Fréreux et François de Gandt), Paris, Seuil, coll. « Points Sciences », 2000 (1re éd. 1632), 656 p. (ISBN 2-02-041635-2)
- Discours concernant deux sciences nouvelles (trad. de l'italien par Maurice Clavelin), Paris, PUF, 1995, 285 p. (ISBN 2-13-046854-3)Repris de l'ouvrage de A. Colin, publié en 1970. Les quatre premières journées seulement. La sixième journée a été publiée par S. Moscovici dans la revue Isis.
- Alessandro De Angelis (trad. de l'italien), Les « Deux nouvelles sciences » de Galilée : une lecture moderne, Paris, EDP Sciences, 2022, 298 p. (ISBN 978-2-759-82667-4)
- Galilée : Dialogues et Lettres choisies (trad. Paul-Henri Michel, préf. Giorgio di Santillana), Hermann, 1966, 430 p.

### Biagioli, 2022
Mario Biagioli (trad. de l'anglais par Alcime Steiger, préf. Antonella Romano, traduction révisée par Émilie Dauphiné), Galilée et ses publics: instruments, images et culture du secret, Strasbourg, Presses universitaires de Strasbourg, coll. « Histoire et philosophie des savoirs », 2022, 464 p. (ISBN 979-10-344-0129-1, DOI 10.4000/books.pus.37337 , lire en ligne)
1. 1 2  Biagioli 2022, p. 32.
2. 1 2 3 4  Biagioli 2022, p. 34.
3. 1 2  Biagioli 2022, p. 31.
4. ↑  Biagioli 2022, p. 31-32.
5. 1 2 3  Biagioli 2022, p. 36.
6. ↑  Biagioli 2022, p. 45.
7. ↑  Biagioli 2022, p. 37.
8. 1 2  Biagioli 2022, p. 48.

### Ouvrages scientifiques

#### Générale
- Jean-Pierre Maury, Galilée : le messager des étoiles, Paris, Éditions Gallimard, coll. « Découvertes Gallimard / Sciences » (no 10), 1986, 160 p. (ISBN 978-2-0705-3019-9)
- Ludovico Geymonat (trad. de l'italien par Françoise-Marie Rosset et Sylvie Martin), Galilée, Paris, Le Seuil, coll. « Sciences », 1992, 350 p. (ISBN 978-2-02-014753-8, OCLC 26999332).
- Georges Minois, Galilée, Paris, PUF, coll. « Que sais-je ? » (no 3574), 2000, 127 p. (ISBN 2-13-050919-3)
- Fabien Chareix, Le Mythe Galilée, Paris, PUF, 2002
- Claude Allègre, Galilée, Paris, Plon, 2002
- « Galilée, un savant résolument moderne », BT2, Mouans-Sartoux (France), Presse et Éditions du Mouvement Freinet, no 91,‎ septembre 2006 (ISSN 0005-3414)
- Enrico Bellone, Galilée, le découvreur du monde, Paris, Belin/Pour la Science, coll. « Les Génies de la science », 2003, 160 p. (ISBN 2-842-45054-X)
- Pierre Costabel et Michel Pierre Lermer, Les Nouvelles Pensées de Galilée, Paris, Vrin, 1973
- Paul Couderc, Galilée et la pensée contemporaine, Société astronomique de France, 1966
- S. Drake, Galilée, Arles, Actes Sud, 1987Traduction de l'ouvrage anglais Galileo de John L. Heilbron, publié en 1980.
- Centre international de synthèse et al., Galilée, aspect de sa vie et de son œuvre, Paris, PUF, 1966
- L'autre Galilée et Alcune lettere in italiano di Galileo Galilei de Cesare Capitani, coll. sur la scène, éditions TriArtis, Paris (ISBN 978-2-916724-66-9).

- Autour de Galilée (1933), trad. Luc Roche, Perspectives Libres, 2018. Traduction Roche de En torno a Galileo, Autour de Galilée, revue et corrigée, en accès libre sur Les classiques des sciences sociales (lire en ligne).

#### Sur l'affaire Galilée
- Léon Petit, « L'affaire Galilée vue par Descartes et Pascal », XVIIe siècle, bulletin de la Société d'étude du XVIIe siècle,‎ juillet 1955, p. 231-239 (lire en ligne sur Gallica)
- « Galilée, l'astronomie devant le Saint-Office » (dossier), Codex, Éditions CLD, no 2,‎ janvier 2017
- Émile Namer, L'Affaire Galilée (commentaires de sa correspondance), Gallimard/Julliard, 1975, 272 p.
- Pietro Redondi (trad. de l'italien), Galilée hérétique, Paris, Gallimard, coll. « Bibliothèque des Histoires », 1985, 447 p. (ISBN 2-07-070419-X)
- Isabelle Stengers, « Les affaires Galilée », dans Michel Serres, Éléments d'histoire des sciences, Paris, Bordas, 1997 (ISBN 2-04-018467-8), p. 337-375
- Francesco Beretta (dir.), Galilée en procès, Galilée réhabilité ?, Saint-Maurice, Éditions Saint-Augustin, 2005, 173 p. (ISBN 2-88011-369-5, lire en ligne)
- Mgr Paul Poupard, L'Affaire Galilée, Éditions de France, octobre 2005
- Pierre Gillis, chap. 5 « La Preuve selon Galilée », dans La matière et l'esprit, Mons (Belgique), 2006, p. 27-42
- Aimé Richardt et Jean-Gérard Théobald, La vérité sur l'affaire Galilée, François-Xavier de Guibert/OEIL, 15 novembre 2007
- Yves Gingras et William R. Shea, « Condamnation de Galilée : un malheureux concours de circonstances ? », Pour la science, no 569,‎ mars 2025, p. 66-71.
- Yves Gingras et William R. Shea; L'ambassadeur de Galilée, Éditions Les Belles Lettres, avril 2025, 295 p.

#### Autres ouvrages thématiques
- Alexandre Koyré, Études galiléennes, Paris, Hermann, coll. « Histoire de la pensée » (no 15), 1966
- Mgr Paul Poupard (dir.) et al., Galileo Galilei, 350 ans d'histoire (1633-1983), Tournai, Desclée International, 1983
- William R. Shea (trad. de l'anglais par François de Gandt), La Révolution galiléenne. De la lunette au système du monde, Paris, Éditions du Seuil, coll. « Science ouverte », 1992, 313 p. (ISBN 2-02-012417-3)
- Erwin Panofsky, Galilée critique d'art, Paris, Les Impressions nouvelles, 1992
- (en) Mario Biagioli, Galileo, courtier : the practice of science in the culture of absolutism [« Galilée, courtisan : la pratique de la science dans la culture de l'absolutisme »], Chicago, University of Chicago Press, 1993
- Stephen Hawking, Sur les épaules des géants, Éditions Dunod, 2003
- David Freedberg, The eye of the Lynx: Galileo, his friends, and the beginnings of modern natural history, The University of Chicago Press, 2002 (ISBN 978-0-226-26148-5, 978-0-226-26153-9 et 978-0-226-26147-8)
- Maurice Clavelin (trad. de l'italien), Galilée copernicien : le premier combat, 1610-1616, Paris, Éditions Albin Michel, 2004, 595 p. (ISBN 2-226-14235-5)Le livre reçoit le prix Victor-Delbos en 2004.

#### Articles
- Michel Pierre Lerner, « Pour une édition critique de la sentence et de l'abjuration de Galilée », Revue des sciences philosophiques et théologiques, Paris, vol. 82, no 4,‎ 1998, p. 607-629
- Jean-Pierre Luminet, « Bruno et Galilée au regard de l'infini »
- William R. Shea, « Galileo, Scheiner, and the Interpretation of Sunspots » [« Galileo, Scheiner et l'interprétation des taches solaires »], Isis, no 61,‎ 1970, p. 498-519
- René Taton, « Chronologie de la vie et l'œuvre de Galilée », Revue d'histoire des sciences, t. 17, no 4,‎ 1964, p. 294-304 (lire en ligne)
- Heinz Weinmann, « Galileo Galilei : de la précision à l’exactitude », Études françaises, vol. 19, no 2,‎ automne 1983, p. 9-26 (ISSN 0014-2085 et 1492-1405, DOI 10.7202/036790ar, lire en ligne)

### Littérature
- Cesare Capitani, L'autre Galilée (pièce de théâtre)
- Bertolt Brecht, La Vie de Galilée (pièce de théâtre)
- Dava Sobel, La Fille de Galilée, Éditions Odile Jacob, 2001, 372 p. (ISBN 978-2738109507, lire en ligne)
- Zsolt Harsányi, adaptation française de Muller-Strauss, Et pourtant elle tourne : La vie de Galilée, Éditions Calmann-Lévy, 1947
- Christel Larrouy, Galilée 1610, le messager céleste (pièce de théâtre scientifique), Éditions Le Solitaire, 2009

### Littérature jeunesse
- Peter Sís, Le Messager des étoiles, Galilée [« Starry Messenger: Galileo Galilei »], Éditions Grasset, 1996, 34 p. (ISBN 978-2-246-52861-6)Le livre remporte la médaille Caldecott en 1997
- Brigitte Labbé et Pierre-François Dupont-Beurier, Galilée, Toulouse, Milan Jeunesse, 2009, 58 p. (ISBN 978-2-7459-3641-7 et 2745936417)
- Mathieu Labonde, Qui veut la peau de Galilée ?, Paris, Le Pommier, 2017, 304 p. (ISBN 978-2-7465-1111-8)

## Dans les arts et la culture populaire

### Filmographie

#### Cinéma
- 1968 : Galileo de Liliana Cavani avec Cyril Cusack dans le rôle titre
- 1975 : Galileo de Joseph Losey d'après la pièce de Bertolt Brecht
- 2005 : Galilée ou l'Amour de Dieu de Jean-Daniel Verhaeghe avec Claude Rich dans le rôle de Galilée et Jean-Pierre Marielle dans celui du pape Urbain VIII.
- 2010 : Kepler et Galilée, de Wolfgang Peschl et Christian Riehs.

### Télévision

#### Documentaire
- 2019 : L'Homme et la Lune, 2e épisode : « Déesse de la nuit », documentaire d'Eva Schötteldreier.

#### Série
- 1994 : Il était une fois... les découvreurs, épisode 9: Galilée.

#### Bases de données et dictionnaires
- Ressources relatives à la recherche :   - Biodiversity Heritage Library
  - Isidore
  - Mathematics Genealogy Project
  - Persée
  - Semantic Scholar
  - Stanford Encyclopedia of Philosophy
- Ressources relatives aux beaux-arts :   - Bridgeman Art Library
  - British Museum
  - Grove Art Online
  - Nationalmuseum
  - Sandrart.net
  - Union List of Artist Names
- Ressources relatives à la musique :   - Carnegie Hall
  - Discogs
  - MusicBrainz
  - Rate Your Music
- Ressources relatives au spectacle :   - Archives suisses des arts de la scène
  - Les Archives du spectacle
- Ressource relative à la littérature :   - Internet Speculative Fiction Database
- Ressource relative à l'astronomie :   - Biographical Encyclopedia of Astronomers
- Ressource relative à la santé :   - Bibliothèque interuniversitaire de santé
- Ressource relative à plusieurs domaines :   - Radio France
- Ressource relative à l'audiovisuel :   - Allociné
- Notices dans des dictionnaires ou encyclopédies généralistes :   - Britannica
  - Brockhaus
  - Den Store Danske Encyklopædi
  - Deutsche Biographie
  - Dizionario biografico degli italiani
  - Dizionario di Storia
  - E-archiv.li
  - Enciclopedia italiana
  - Gran Enciclopèdia Catalana
  - Hrvatska Enciklopedija
  - Internetowa encyklopedia PWN
  - Larousse
  - Nationalencyklopedin
  - Proleksis enciklopedija
  - Store norske leksikon
  - Treccani
  - Universalis
  - Visuotinė lietuvių enciklopedija
- Notices d'autorité :   - VIAF
  - ISNI
  - BnF (données)
  - IdRef
  - LCCN
  - GND
  - Italie
  - Japon
  - CiNii
  - Espagne
  - Belgique
  - Pays-Bas
  - Pologne
  - Israël
  - NUKAT
  - Catalogne
  - Suède
  - Vatican